# 鹿児島中央駅

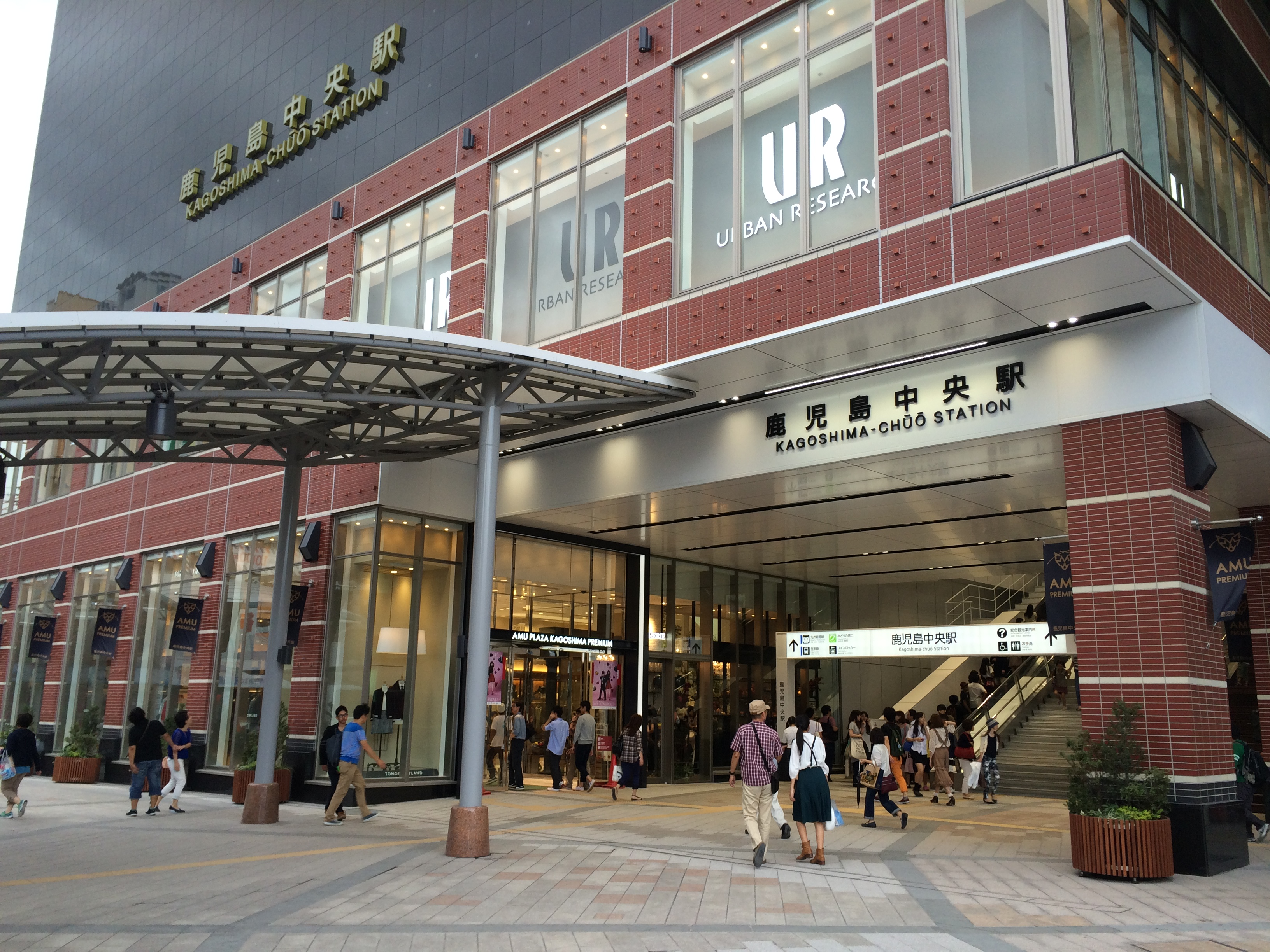
桜島口（2014年9月）

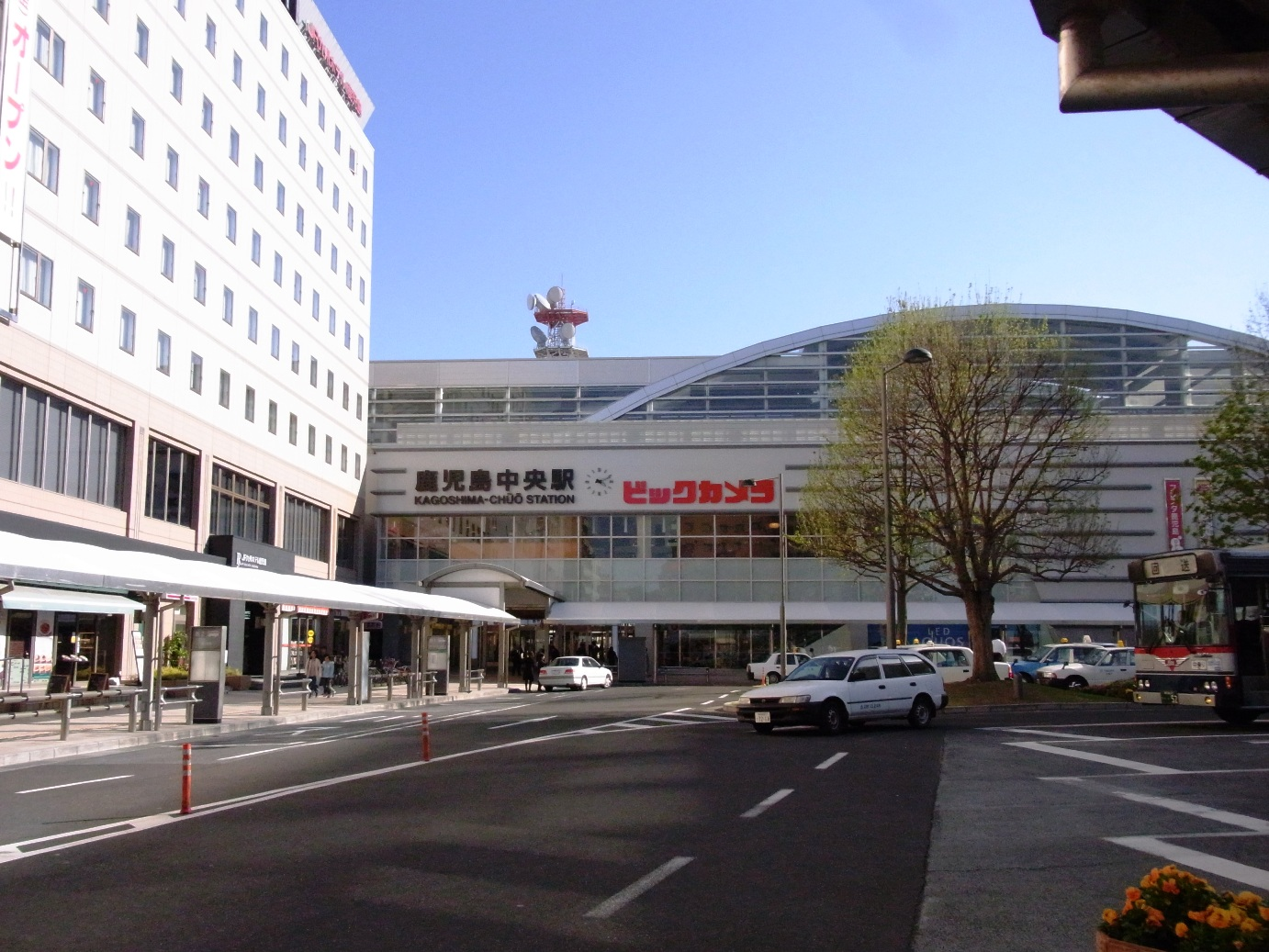
西口とビックカメラ鹿児島中央駅店（2013年5月）

鹿児島中央駅（かごしまちゅうおうえき）は、鹿児島県鹿児島市中央町にある、九州旅客鉄道（JR九州）の駅である。
なお、本項では至近に位置する鹿児島市交通局（鹿児島市電）の路面電車停留所「鹿児島中央駅前停留場（かごしまちゅうおうえきまえていりゅうじょう）」についても併せて説明する。

## 概要
鹿児島県の県庁所在地である鹿児島市の代表駅。地元での通称は「中央駅」。鹿児島県における都市間移動の拠点駅であり、新大阪駅より当駅に至る山陽・九州新幹線の終着駅である。福岡・熊本両都市圏、本州方面とを結ぶ新幹線の発着駅である他、宮崎・霧島・指宿方面へ向かう新幹線に接続する特急列車や観光列車など在来線においても多数の列車が当駅を始発・終着とするターミナル駅である。事務管コードは▲940125を使用している。鉄道以外では大隅半島や離島航路発着港湾が発着する鹿児島港とのバス路線や鹿児島空港行きのリムジンバスの発着地であり、鹿児島市のみならず鹿児島県全域とのアクセスの拠点である。また駅前の鹿児島中央ターミナルビル1階にも南国交通のバスターミナルが設置され、福岡・熊本・鹿児島空港などへ向かう高速バスが発着する。
2004年に九州新幹線が新八代駅 - 当駅間で部分開業することに伴い、「西鹿児島駅」から現在の「鹿児島中央駅」に駅名を変更した。旧称の西鹿児島駅（当時の通称は「西駅」）時代から寝台特急、特急などの優等列車をはじめほとんどの列車が当駅を起終点として発着する運行上の拠点であり、古くから鹿児島市の中心駅としての役割を果たしている。隣駅に鹿児島本線と日豊本線の正式な終点である鹿児島駅が所在するが、駅規模・利用者数において当駅が大きく上回っている。
駅敷地内には、駅ビル型ファッションビルの｢アミュプラザ鹿児島」や｢えきマチ1丁目」、「AMU WE」などに大小270を超える店舗が密集しており、駅周辺の店舗と併せて鹿児島中央駅地区と呼ばれる商業エリアを形成し、中心市街地の天文館地区と並ぶ鹿児島市の一大商業地区のひとつである。
2004年3月の九州新幹線の部分開業以後、鹿児島中央駅は日本最南端の新幹線停車駅であり、整備新幹線ではこれ以上南への延伸計画はない。

### 乗り入れ路線

#### 鹿児島中央駅
九州新幹線および在来線の鹿児島本線、指宿枕崎線の3路線が乗り入れており、このうち九州新幹線は当駅を終点、指宿枕崎線は当駅を起点としている。在来線における所属線 は鹿児島本線である。なお鹿児島本線の正式な終点は隣の鹿児島駅であるが、鹿児島本線の電車は大半が当駅で折り返しており、同じく鹿児島駅を終点とする日豊本線の列車は逆に全ての列車が当駅まで乗り入れているため、当駅は鹿児島本線と日豊本線の事実上の終点としても機能している。鹿児島本線広木駅以遠と日豊本線を直通する列車、および鹿児島駅発着の指宿枕崎線の列車は、当駅で列車番号を変えている。このような運行形態のため、当駅 - 鹿児島駅間を運行する列車は、鹿児島駅発着の列車を除いて、列車番号は慣例とは逆に下りが偶数、上りが奇数となっている。
優等列車については、九州新幹線の「みずほ」「さくら」が山陽新幹線新大阪駅まで直通運転を行っており、始発終着駅となっている。また、山陽新幹線に直通する「みずほ」「さくら」は1往復（熊本駅始発）を除き全て当駅発着である。在来線では日豊本線の特急「きりしま」、指宿枕崎線の観光特急「指宿のたまて箱」が乗り入れている。かつてはJRグループの特急列車が発着する日本最南端の駅であったが、2011年3月の「指宿のたまて箱」運転開始に伴い、同列車の終着駅である指宿駅にその座を譲った。
在来線に乗り入れている全ての優等列車が当駅発着で運行され、当駅を跨いで運転する優等列車は存在しない。国鉄分割民営化以降、優等列車が当駅を跨いで運転されたのは、1992年（平成4年）の夏期における国分駅始発の上り臨時「つばめ」の1例のみである。

#### 鹿児島中央駅前停留場
鹿児島市電第二期線および唐湊線が乗り入れている。なお、両路線は鹿児島市電2系統として一体的に運行されている。

## 歴史

### 武駅
1913年（大正2年）10月11日に川内線（せんだいせん）として東市来駅から鹿児島駅までの区間が開通したのに伴い、鹿児島市武町に武駅（たけえき）として設置された。なお、現在の鹿児島中央駅の町丁である「中央町」は、1970年に行われた町名整理により武町の一部を分割して設置されたものである。 
設置時の初代駅舎は鹿児島駅で使用されていた木造駅舎を移設したものであった。また設置当時、武駅周辺には田園が広がっていたという。川内線開通の2年後には鹿児島電気軌道（現在の鹿児島市電）の高見馬場停留場から武駅付近までが延伸され武駅前に武駅前停留場が設置された。

### 西鹿児島駅
1927年（昭和2年）に川内本線（八代-鹿児島間、1924年に宮之城線が開通したのに伴い川内線から川内本線に改称）が全線開通し、川内本線は鹿児島本線に編入され、同時に武駅は西鹿児島駅（にしかごしまえき）に改称した。
駅名改称に伴い、翌1928年（昭和3年）年に鹿児島市電の武駅前停留場も「西鹿児島駅前停留場」へ改称された。1930年（昭和5年）12月7日には指宿線（現在の指宿枕崎線）として西鹿児島駅から五位野駅までの区間が開通し、西鹿児島駅は分岐駅となった。
第二次世界大戦中の鹿児島大空襲では駅本屋等が焼失する等の被害を受け、戦災復興事業により1950年（昭和25年）4月に駅舎が完成するまで仮設駅舎が使用され、完成した2代目駅舎は民間の資金による民衆駅として建設されたものであった。
1901年（明治34年）に鹿児島まで鉄道が開通して以降、優等列車の発着駅は鹿児島駅であったが、戦後の復興計画により鹿児島駅は貨物の集散駅、西鹿児島駅は旅客の発着駅としての位置付けにより事業が行われ、西鹿児島駅の駅前広場の拡張が行われた。
1996年（平成8年）に現在の駅舎（3代目駅舎）に建て替えられ、7月19日から営業を開始した。

### 鹿児島中央駅
2003年度中に新八代駅と西鹿児島駅間の九州新幹線（鹿児島ルート）が開通することが決定し、それに伴い西鹿児島駅駅名選定委員会が2002年8月に新駅名を公募した結果、以下のようになった。
| 順位 | 候補駅名     | 票数 | 備考     |
| ---- | ------------ | ---- | -------- |
| 1    | 鹿児島中央駅 | 735  | 採用     |
| 2    | 新鹿児島駅   | 535  |          |
| 3    | 鹿児島駅     | 338  |          |
| 4    | 西鹿児島駅   | 68   | 現状維持 |

改名する案の他に、西鹿児島駅のまま現状維持とする案もあったが、公募の結果1位であった「鹿児島中央駅」が第2回西鹿児島駅駅名選定委員会で新駅名として採用され、新幹線開通と共に鹿児島中央駅に改称することとなった。
2004年（平成16年）3月13日に九州新幹線の新八代駅 - 当駅間が開通し、同時に西鹿児島駅から鹿児島中央駅に改称、同時に鹿児島市電の西鹿児島駅前停留場が鹿児島中央駅前停留場に改称した。また、駅名の改称にかかった経費6,600万円については西鹿児島駅駅名改称推進協議会より、JR九州に提供された。
また、同年の9月17日にはJR九州の商業施設としてはJR博多シティに次ぐ規模となる複合商業駅ビルであるアミュプラザ鹿児島が駅敷地内に開業した。鹿児島中央駅に駅ビルを建設する計画については昭和40年代ごろには浮上しており、1984年には鹿児島市と当時の日本国有鉄道の協議会が再開発構想を発表し、国鉄分割民営化後の1990年（平成2年）にはJR九州と地元の百貨店山形屋が共同出店構想を打ち出して「ジェイアール九州山形屋」が核テナントとなることまで決定していたが、経済情勢等の理由で白紙撤回され実現されず、JR九州が独自に出店を行うこととなったという経緯がある。
2010年2月には翌年の九州新幹線全線開業を見据え、駅コンコースなどを拡張、併せてフレスタ鹿児島をリニューアルした。2012年5月には、桜島口大階段を撤去し、跡地を含む約2,000平方メートルの土地に地上7階建て、延べ床面積8,700平方メートルのアミュプラザ鹿児島の別館（アミュプラザ鹿児島プレミアム館）を建設する計画が発表された。建設地となる桜島口大階段の撤去工事が2013年（平成25年）6月10日より開始し、2013年10月には撤去が完了して建物本体の工事に着手した。大階段は、1996年6月に完成した3代目駅舎とともに建設されたもので、幅36メートル、奥行き20メートル、高さ最大7メートルあったが、アミュ広場が併設されたことで利用が減少していた。2014年9月26日にアミュプラザ鹿児島プレミアム館が開業した。主なテナントとしてハンズなどが入店している。

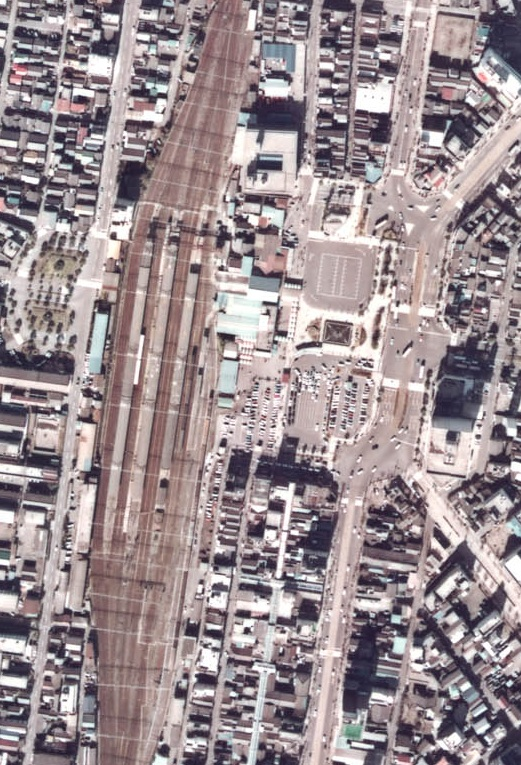
西鹿児島駅付近の航空写真。国土交通省 国土地理院 地図・空中写真閲覧サービスの空中写真を基に作成（1974年）
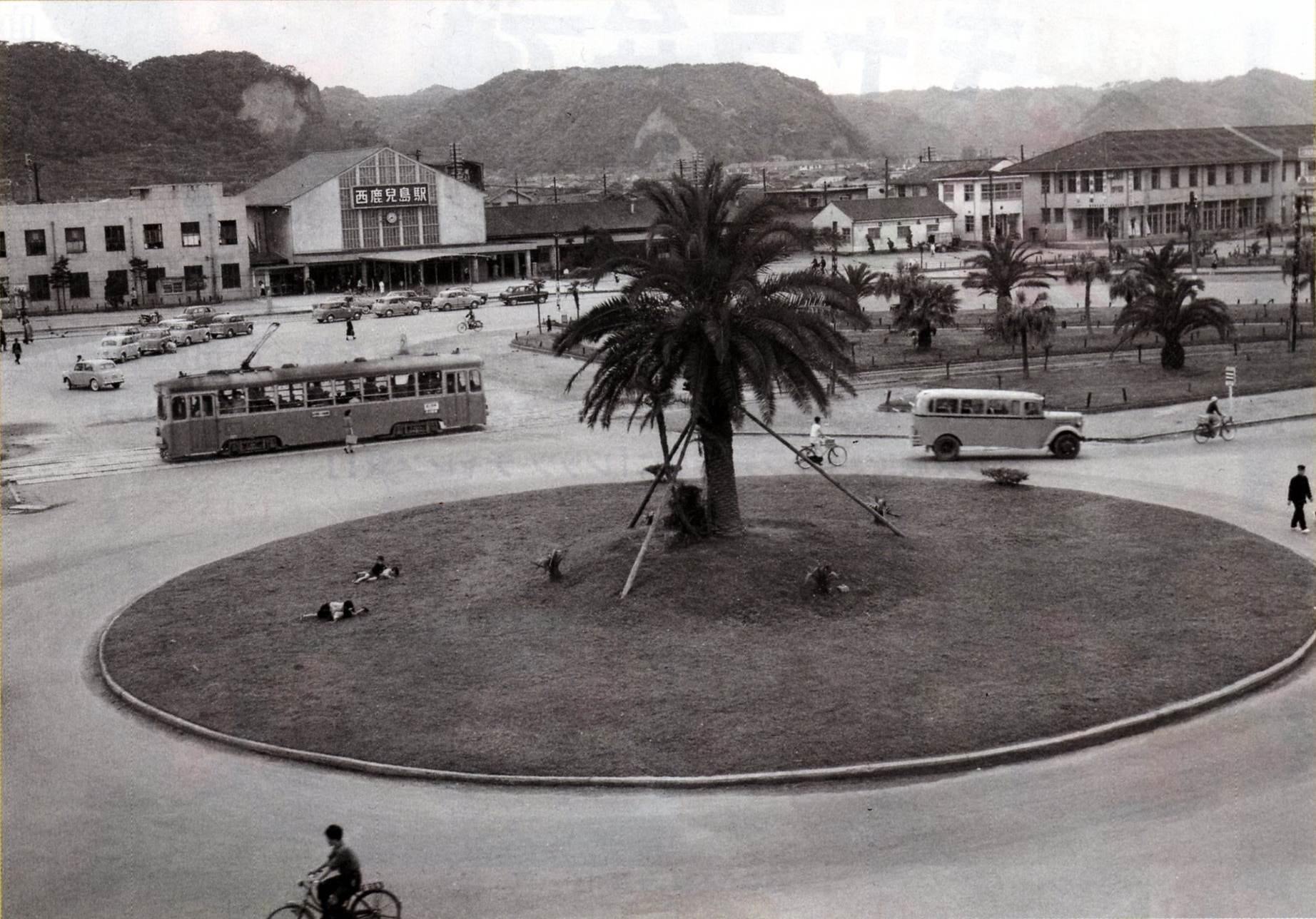
2代目駅舎（1959年）
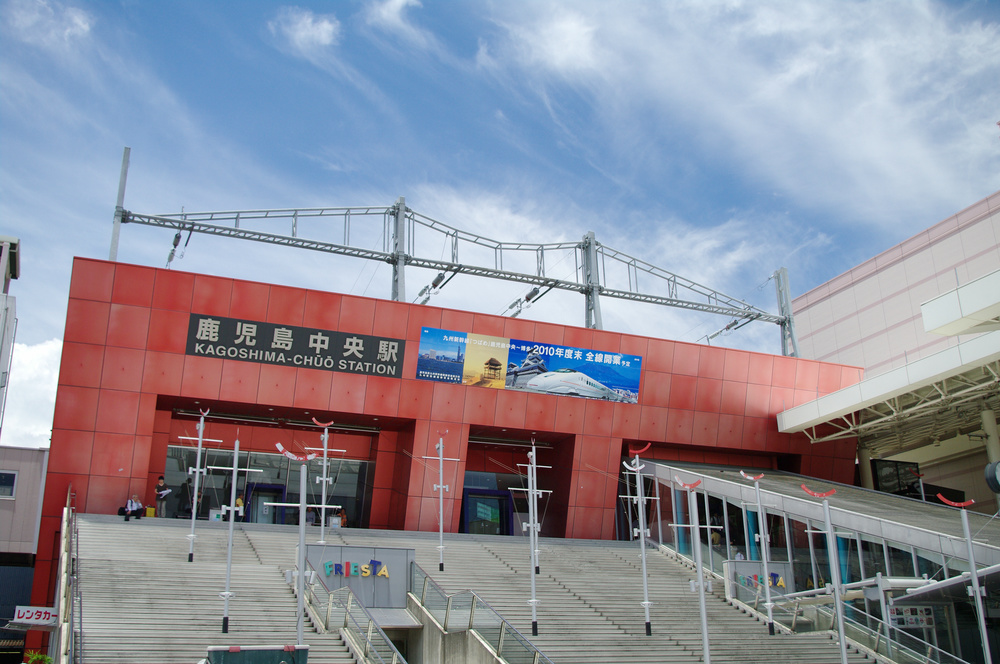
改装前の3代目駅舎正面（2008年7月）
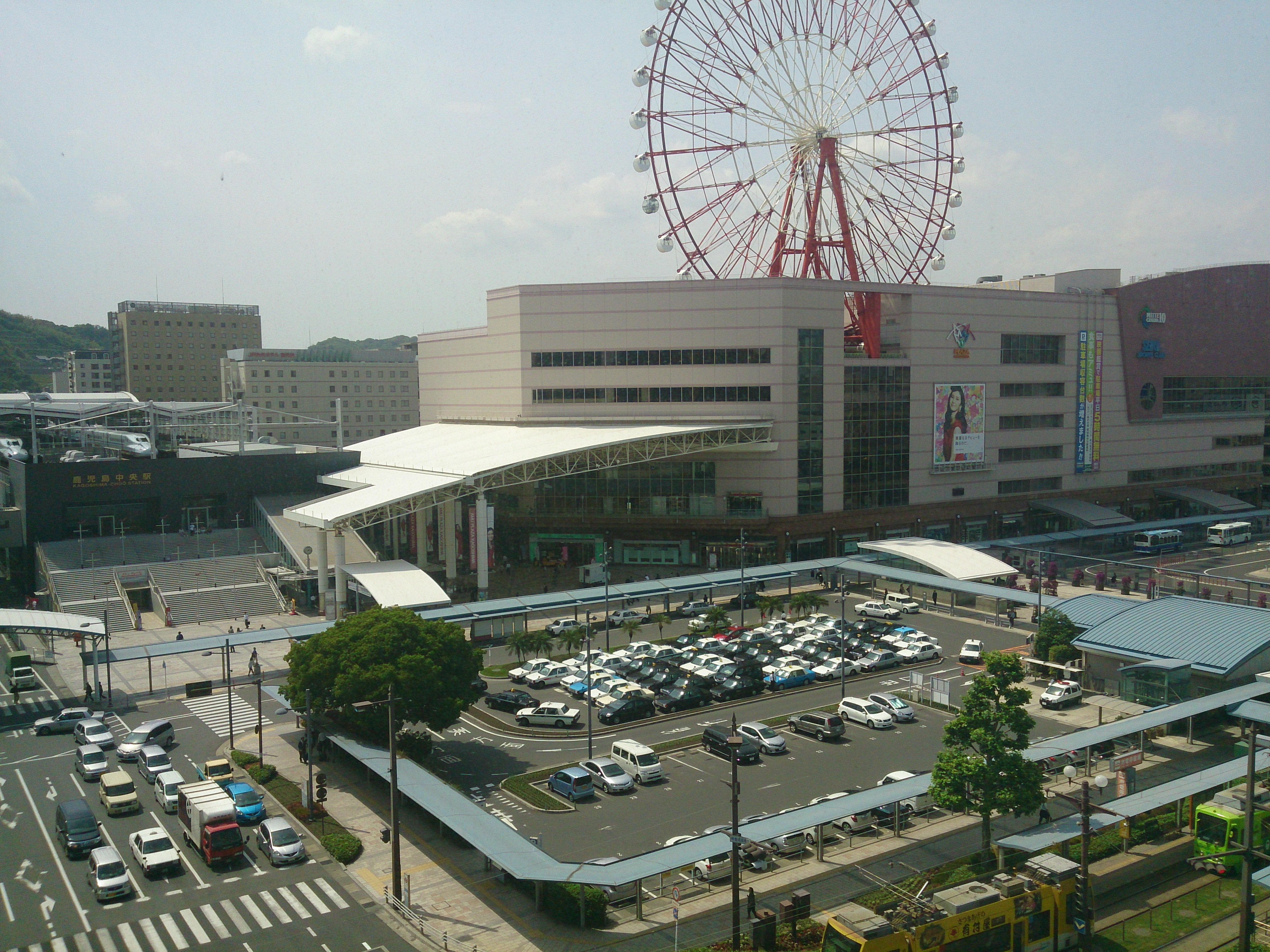
アミュプラザ鹿児島プレミアム館建設前の駅全景（2013年5月）

### 年表
- 1913年（大正2年）10月11日：川内線武駅として国有鉄道（当時・鉄道院）により開設される[21][22]。
- 1915年（大正4年）12月17日：鹿児島電気軌道（現・鹿児島市交通局）の武駅前駅開設[23]。
- 1927年（昭和2年）10月17日：八代駅 - 鹿児島駅間の川内本線（通称：海岸線）が全通し鹿児島本線に編入され（八代 - 川内間はのちに肥薩おれんじ鉄道に移管）西鹿児島駅に駅名改称[8][21][24]。
- 1928年（昭和3年）
  - 8月7日：武駅の改称に合わせ鹿児島市電武駅前駅を西鹿児島駅前駅に改称[23]。
- 1930年（昭和5年）12月7日：指宿線（現・指宿枕崎線）の西鹿児島駅 - 五位野駅間が開業[25]。
- 1945年（昭和20年）6月17日：鹿児島大空襲被災により駅本屋構内他焼失[9][22]。
- 1950年（昭和25年）10月1日：鹿児島市電唐湊線として西鹿児島駅前 - 中洲通間が開業。
- 1959年（昭和34年）4月：西口を開設[26]。
- 1967年（昭和42年）3月7日：構内の工事現場から出火し、コンコースの屋根や天井が焼ける[27]。
- 1971年（昭和46年）：優等列車の発着駅が鹿児島駅から当駅に変更され、中心駅としての機能が移転する[9]。
- 1987年（昭和62年）4月1日：国鉄分割民営化により九州旅客鉄道（JR九州）が継承[5]。
- 1992年（平成4年）10月17日：3代目駅舎の起工式[28]。
- 1996年（平成8年）6月19日：現3代目駅舎完成[29][11]。9月下旬より旧駅舎解体開始。
- 2002年（平成14年）
  - 9月2日：西鹿児島駅を鹿児島中央駅に改称することで決定[15]。
  - 12月7日：JRの駅に自動改札機設置[15][30]。
- 2004年（平成16年）
  - 1月11日：鹿児島市電西鹿児島駅前停留場を駅前広場内に移設[31]。
  - 3月13日：九州新幹線の新八代駅 - 当駅間が開業。同時に西鹿児島駅を鹿児島中央駅に、西鹿児島駅前停留場を鹿児島中央駅前停留場にそれぞれ改称[21][23]。
  - 9月17日：駅ビル「アミュプラザ鹿児島」が開業[17]。
- 2009年（平成21年）1月31日：駅構内増床工事のため、西口サンフレスタ営業終了（翌日より該当部分通行不可）。
- 2010年（平成22年）
  - 2月：駅舎が赤色の塗装から黒色の塗装にリニューアルされる（駅名の文字色は銀から金へ変更）。
  - 2月18日：駅構内「フレスタ鹿児島」が増床し再オープン[32]。
- 2011年（平成23年）3月12日：九州新幹線の全線開業に伴い、「みずほ」「さくら」の新大阪直通運転開始。在来線の最終列車が全線同時発車となる（23時54分）。
- 2012年（平成24年）12月1日：ICカード「SUGOCA」の利用が可能となる[33]。
- 2013年（平成25年）6月10日：大階段の撤去工事開始。
- 2014年（平成26年）
  - 9月26日：駅ビル「アミュプラザ鹿児島プレミアム館」が開業[34]。
  - 10月14日：駅構内「フレスタ鹿児島」が「えきマチ1丁目鹿児島」へ名称変更[35]。
- 2019年（平成31年）4月1日：駅構内「えきマチ1丁目鹿児島」が「さつまち鹿児島中央駅 みやげ横丁・ぐるめ横丁」に名称変更。
- 2021年（令和3年）10月3日：「アミュプラザ鹿児島プレミアム館」と「鹿児島中央タワー」間を結ぶペデストリアンデッキの供用開始[36]。
- 2023年（令和5年）4月14日：同年に竣工したJR鹿児島中央ビルと駅構内店舗を含んだ「AMUWE」が開業[37]。

## 駅構造

### JR九州
ホームは、在来線がほぼ南北方向に敷設された島式ホーム3面6線を有する地上駅、新幹線はその直上に直角の線形で敷設された島式ホーム2面4線を有する高架駅（3階）である。後者は海に向かって行き止まりとなっている。ホームのある着発線以外の留置線はなく、川内駅近隣の留置線（旧・川内新幹線車両センター）がその役割を果たしている。新幹線ホームは8両編成まで対応し（10両分まで延伸可能）、可動式安全柵が設置されている。
駅東側の出口を桜島口（東口）、駅西側の出口を西口という。
駅本屋は在来線ホームと新幹線ホームの中間にあたる2階部分にあり、桜島口と西口はコンコースで結ばれている。改札外のコンコースにはみどりの窓口、JR九州旅行、コンビニエンスストア（ファミリーマート）、ドラッグイレブン、総合観光案内所などがある。1階・2階部分の商業施設の集まりは「みやげ横丁」「ぐるめ横丁」と称され、土産物品店や飲食店、小売店などをはじめ、様々な商業施設が入居している（詳細は後述）。
関連施設として、桜島口側は「アミュプラザ鹿児島プレミアム館」、正面から見て右側（北側）に駅ビル「アミュプラザ鹿児島本館」、左側（南側）に立体駐車場、西口側は正面から見て左側（北側）にJR九州ホテル鹿児島、右側（南側）に立体駐車場が建ち、それぞれ駅構内からの連絡通路が設置されている。
改札口は、新幹線・在来線・新幹線と在来線乗換の各改札が1箇所に集中配置され、各改札口とも自動改札機が設置されている。在来線ではJR九州の交通系ICカード「SUGOCA」の利用が可能である。SUGOCAは新幹線（川内駅 - 当駅間含む）では乗車券として利用することはできないが、新幹線・在来線乗換改札口では、新幹線と在来線の乗り継ぎでSUGOCAを含む交通系ICカードを利用することが可能である。ただし無人駅（SUGOCAエリア内の竜ヶ水駅を含む）から乗車した場合の下車精算では、現金のみの取り扱いとなる。
2022年6月25日から、新幹線EX-IC/スマートEX（SUGOCA等の交通系10種ICを登録をすることで使用する）が導入された。
新幹線改札内には、待合スペース、公衆無線LANスポット、喫煙室の他、ファミリーマート、土産物店、飲食店などの商業施設が入居している。
在来線改札内には、新幹線乗車券・自由席特急券券売機、交通系ICカードチャージ機が設置されている他、みどりの窓口も設置されており、在来線から新幹線への乗り継ぎ客が多い週末などの多客期に営業する。
新幹線・在来線共に自動放送が導入されている。新幹線ホームのみ向谷実が作曲した発車メロディを導入している。2011年の全線開業前は『風は南から』が使用されていたが、全線開業後は鹿児島県の民謡『鹿児島おはら節』をアレンジした発車メロディを使用している。

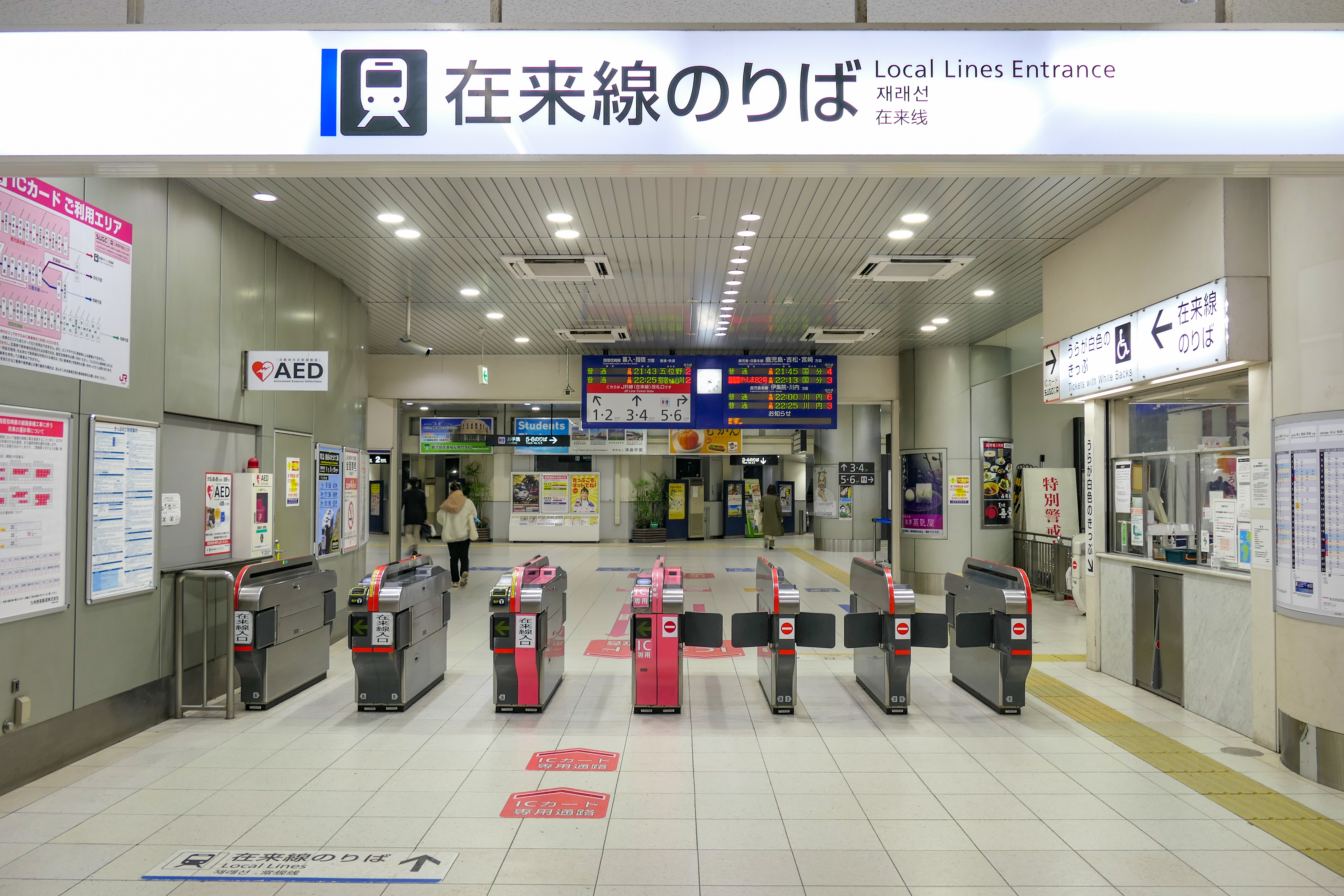
在来線改札口（2022年1月）
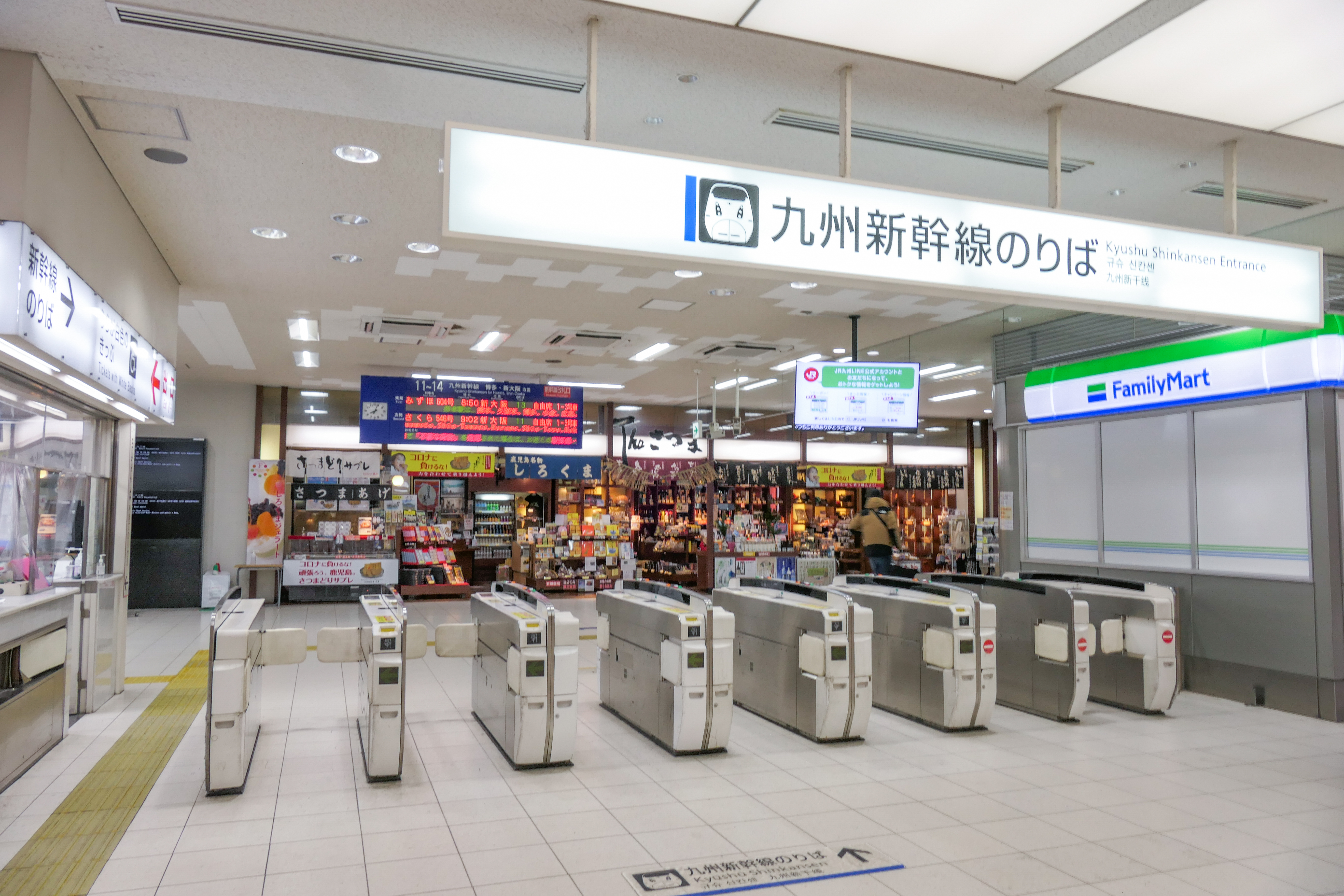
新幹線改札口（2022年1月）
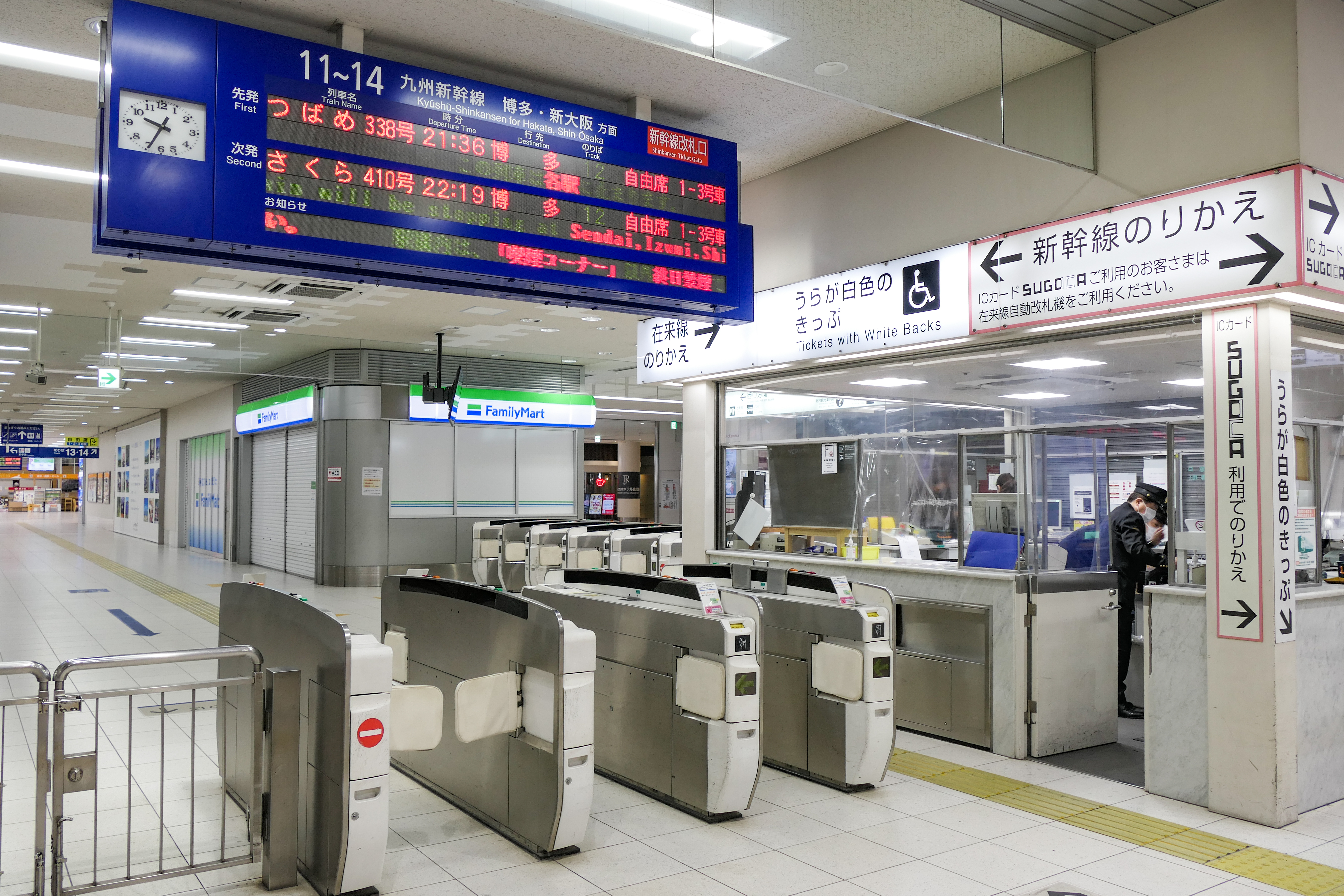
新幹線乗換改札（2022年1月）
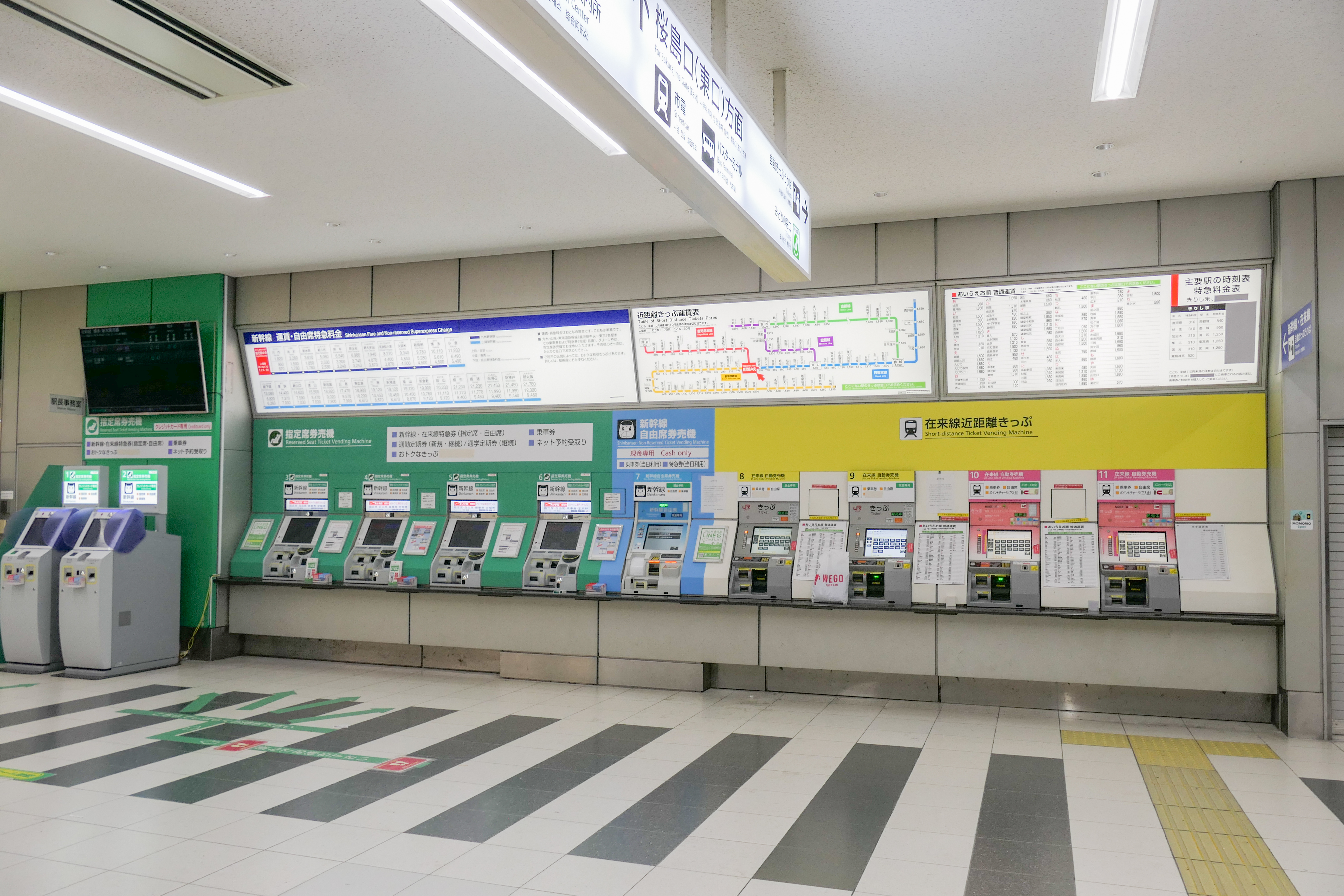
自動券売機（2022年1月）
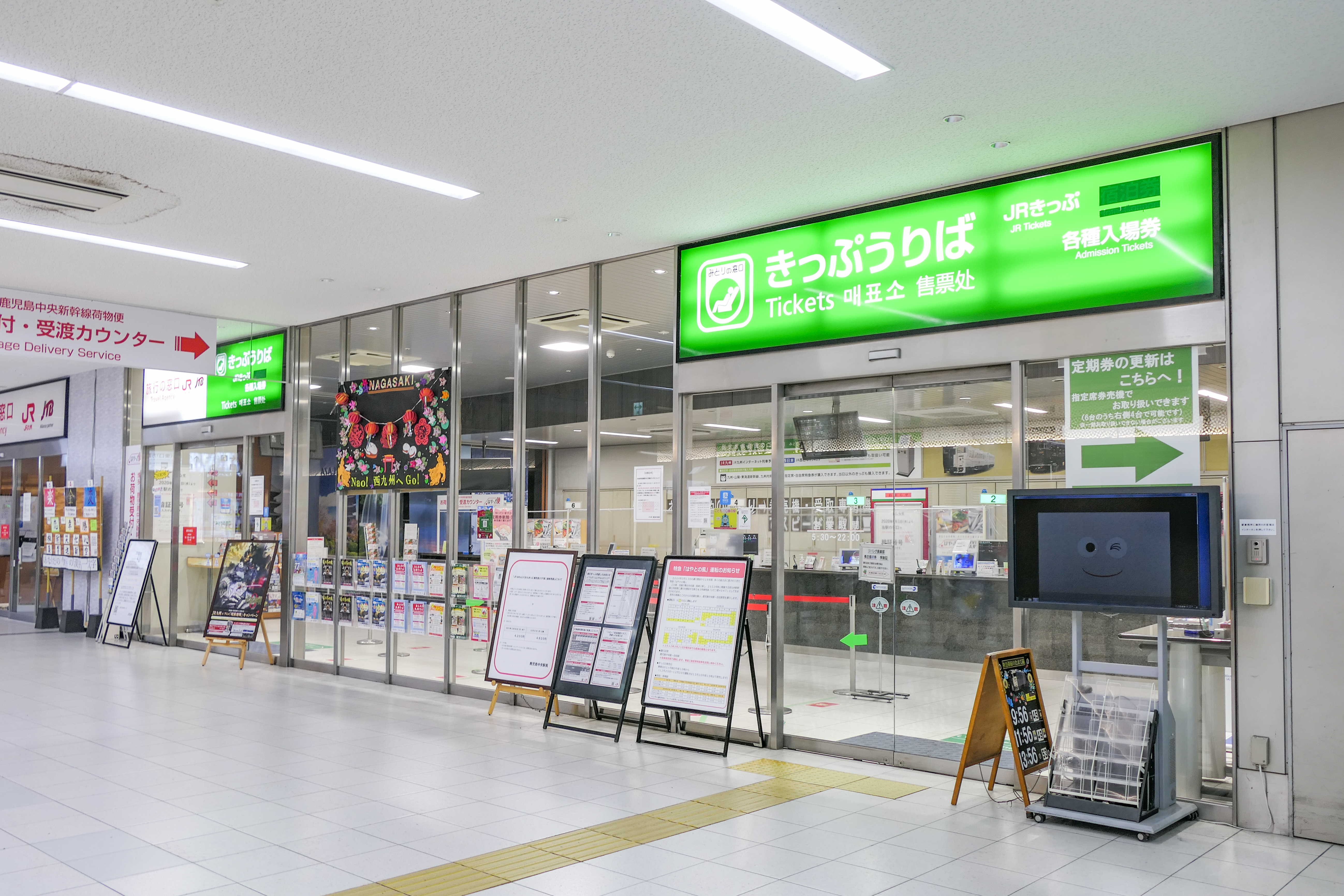
みどりの窓口（2022年1月）
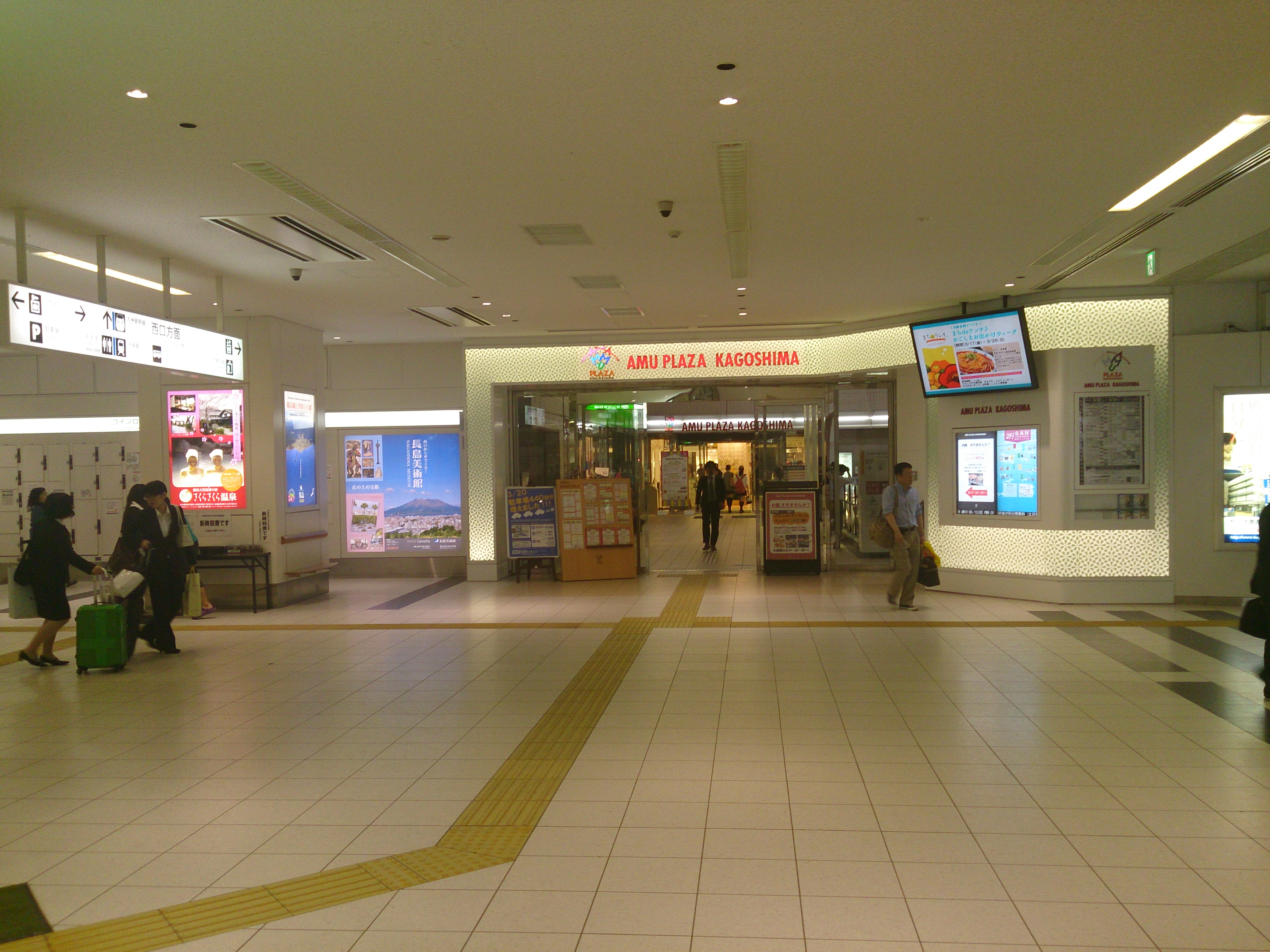
アミュプラザ鹿児島入口（2013年5月）
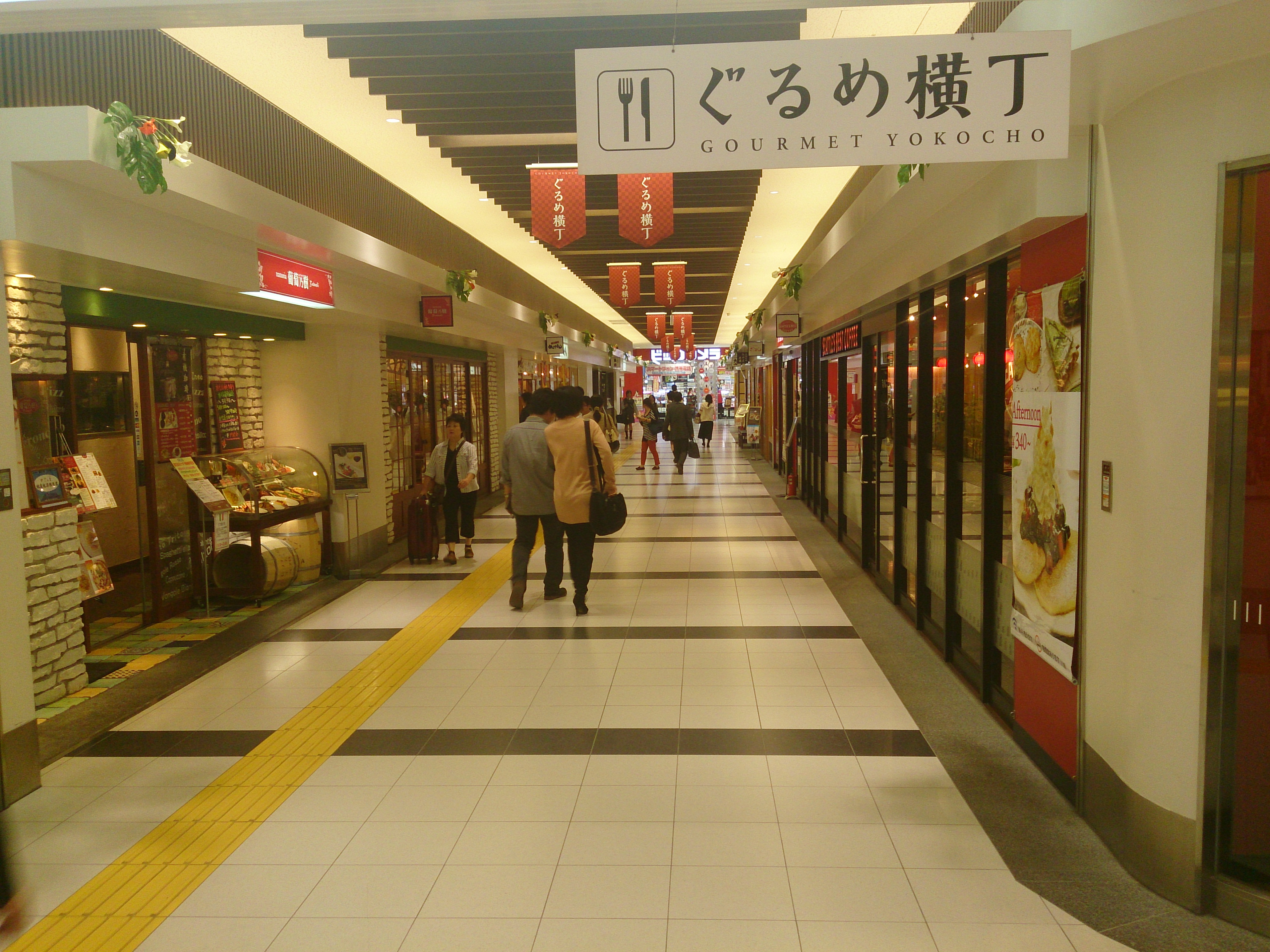
えきマチ1丁目鹿児島（ぐるめ横丁）

#### のりば
在来線の特急列車は、3 - 5番のりばから発着する。
在来線の普通列車は、1番のりばが指宿枕崎線専用（日豊本線側に車止めがあり、架線が張られていない）として使用される他は、全てののりばを各線で兼用する。
九州新幹線が乗り入れる前にあった旧 1番のりばは、鹿児島本線・日豊本線・指宿枕崎線すべての列車が発着可能であったほか、指宿枕崎線専用の0番のりば（現：1番のりば）があった。前者の跡地については2012年時点で隣接する駐車場の通路として使用されている。
3 - 6番のりばの各ホームには、交通系ICカード専用の自由席特急券売機が、1 - 6番のりばの各ホームには交通系ICカードのチャージ機が設置されている。
九州新幹線の全線開業から2019年3月15日まで、在来線の最終列車は全線同時発車であったが、2021年3月13日より再び全線同時発車となった。2024年3月16日現在の在来線の終電発車時刻は23時35分となっている。
| のりば  | 路線        | 方向 | 行先                         | 備考                 |
| ------- | ----------- | ---- | ---------------------------- | -------------------- |
| 在来線  |             |      |                              |                      |
| 1 - 4   | ■指宿枕崎線 | 下り | 谷山・喜入・指宿方面         |                      |
| 2 - 6   | ■日豊本線   | 上り | 鹿児島・隼人・吉松・宮崎方面 | 肥薩線直通列車を含む |
| 2 - 6   | ■鹿児島本線 | 上り | 伊集院・串木野・川内方面     |                      |
| 新幹線  |             |      |                              |                      |
| 11 - 14 | 九州新幹線  |      | 博多・新大阪方面             |                      |

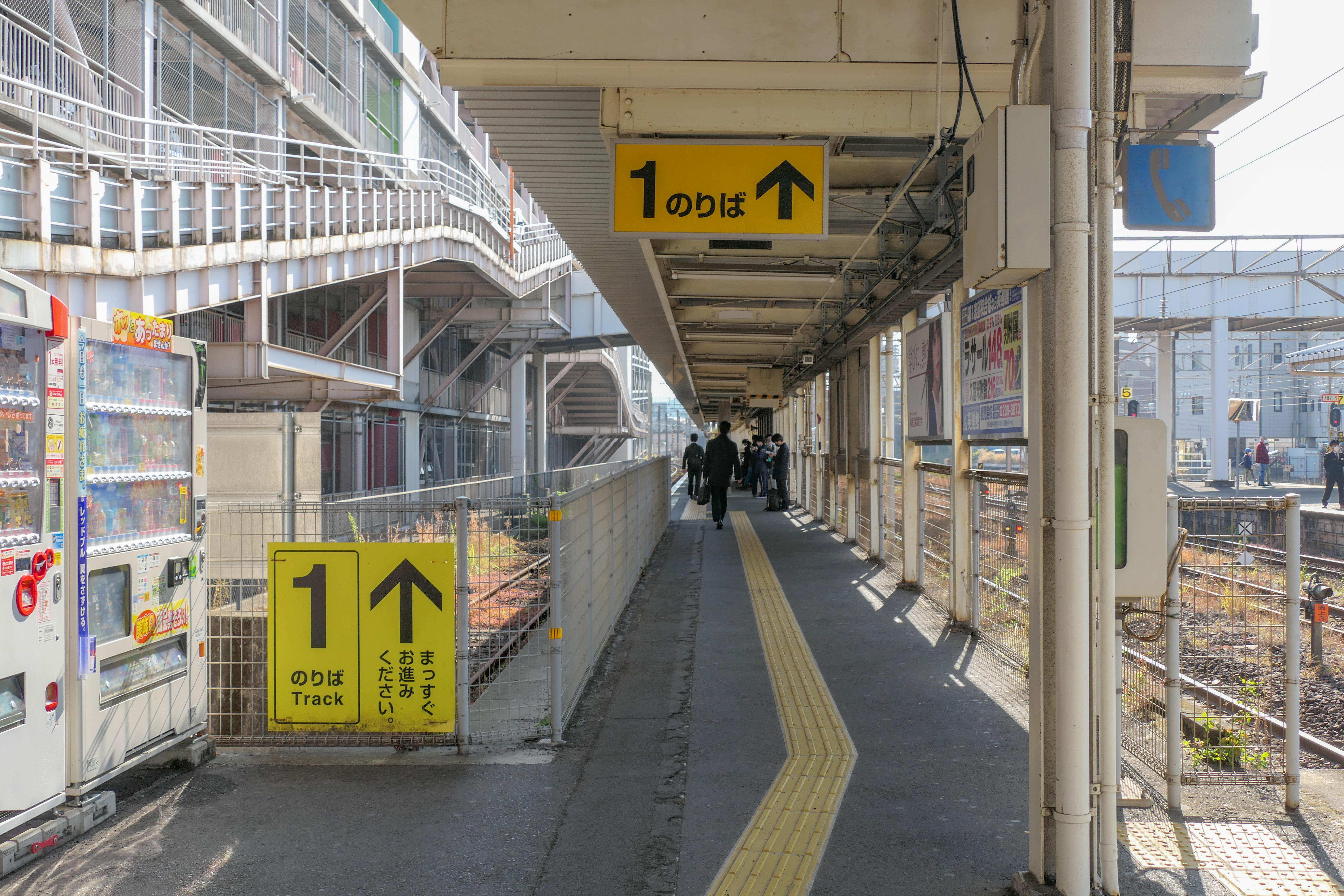
1番のりば（2022年1月）
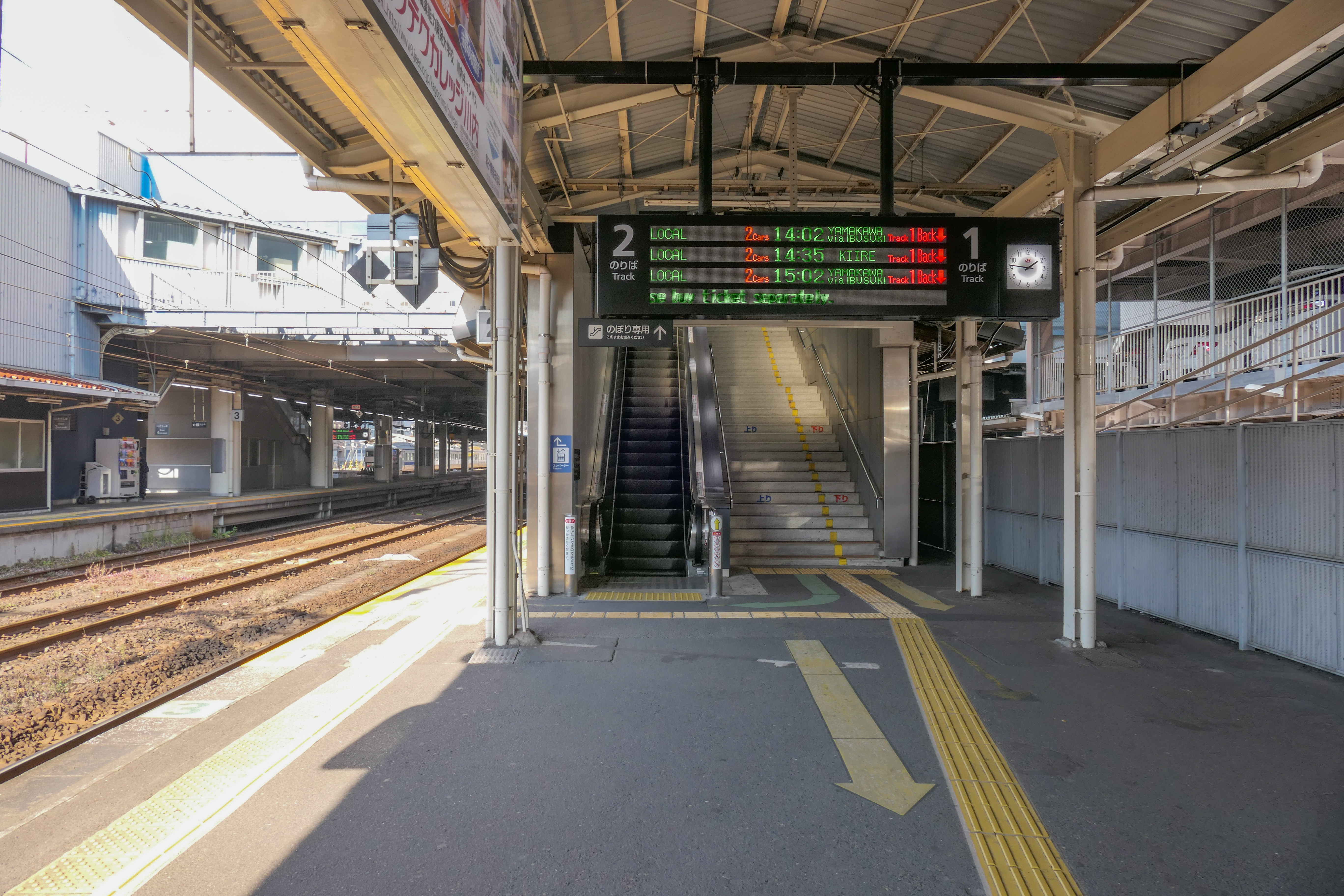
2番のりば（2022年1月）
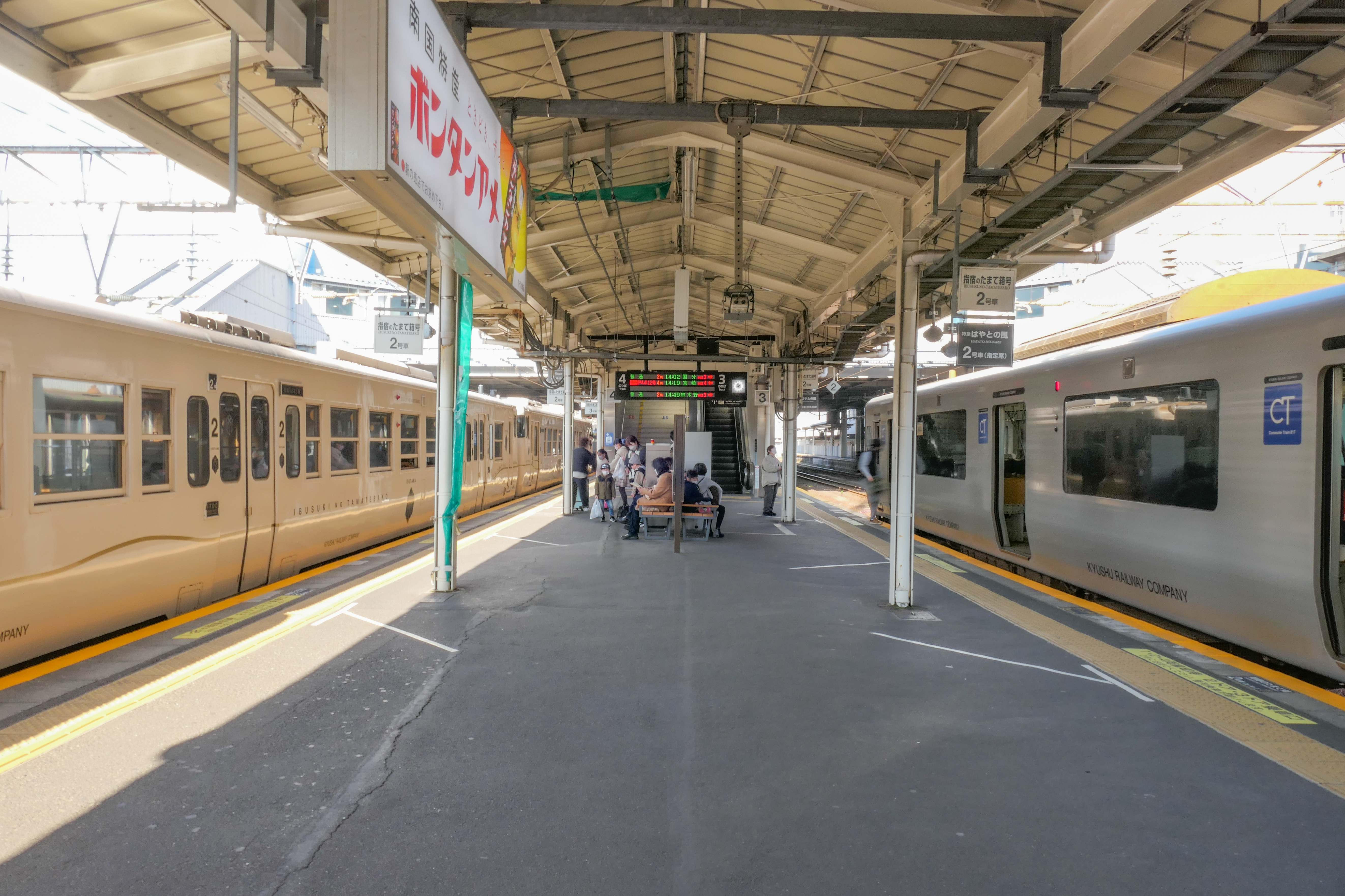
3・4番のりば（2022年1月）
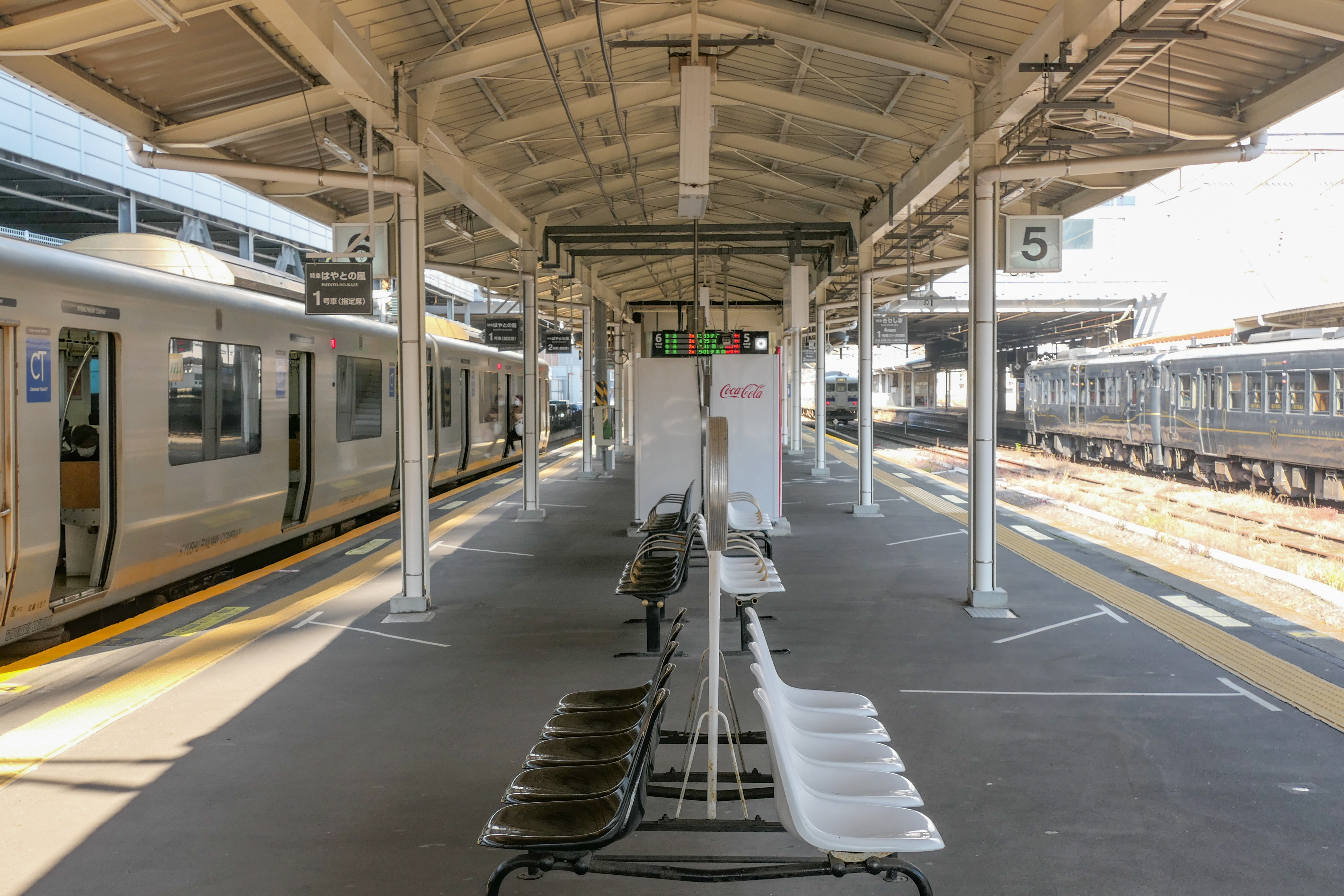
5・6番のりば（2022年1月）
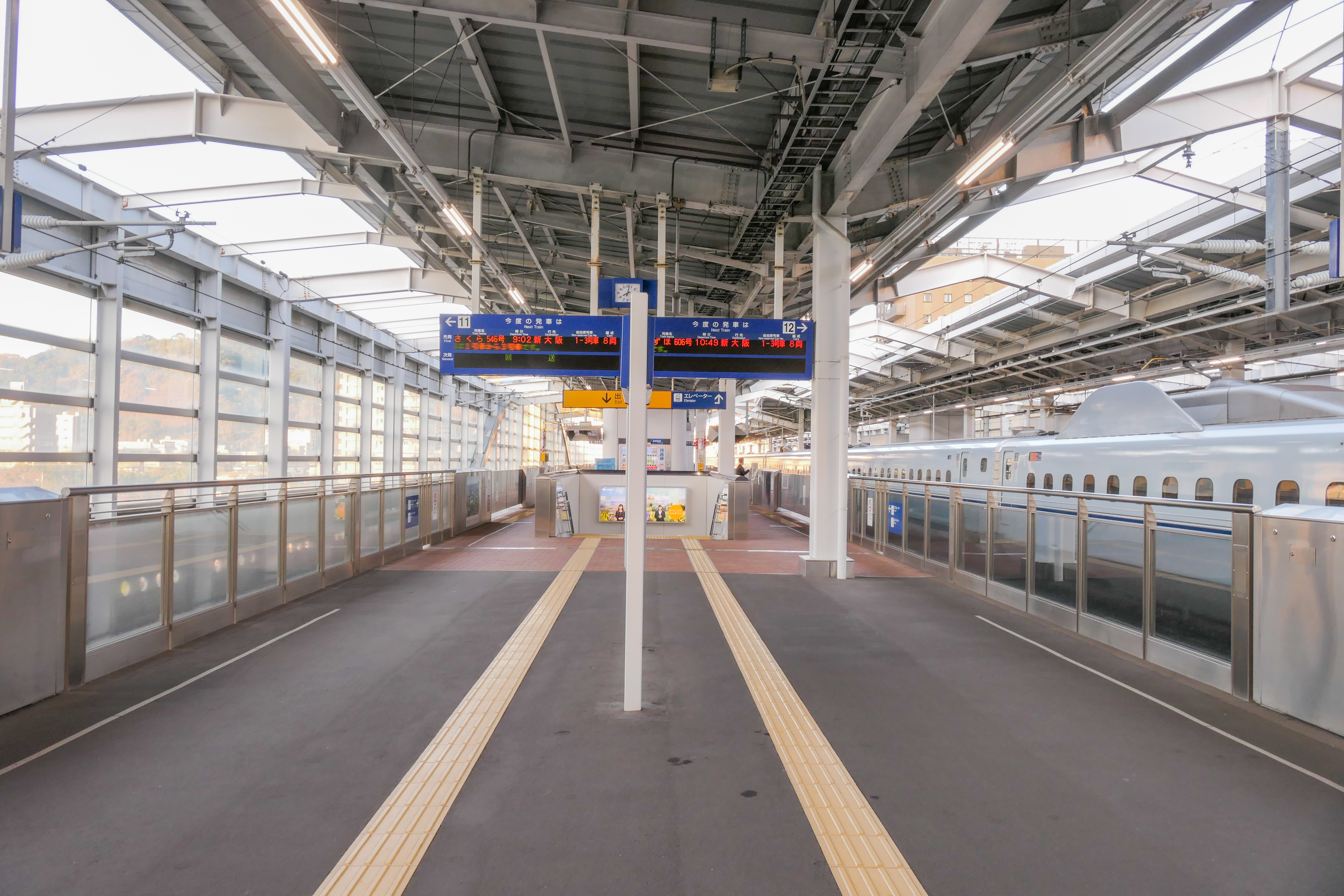
11・12番のりば（2022年1月）
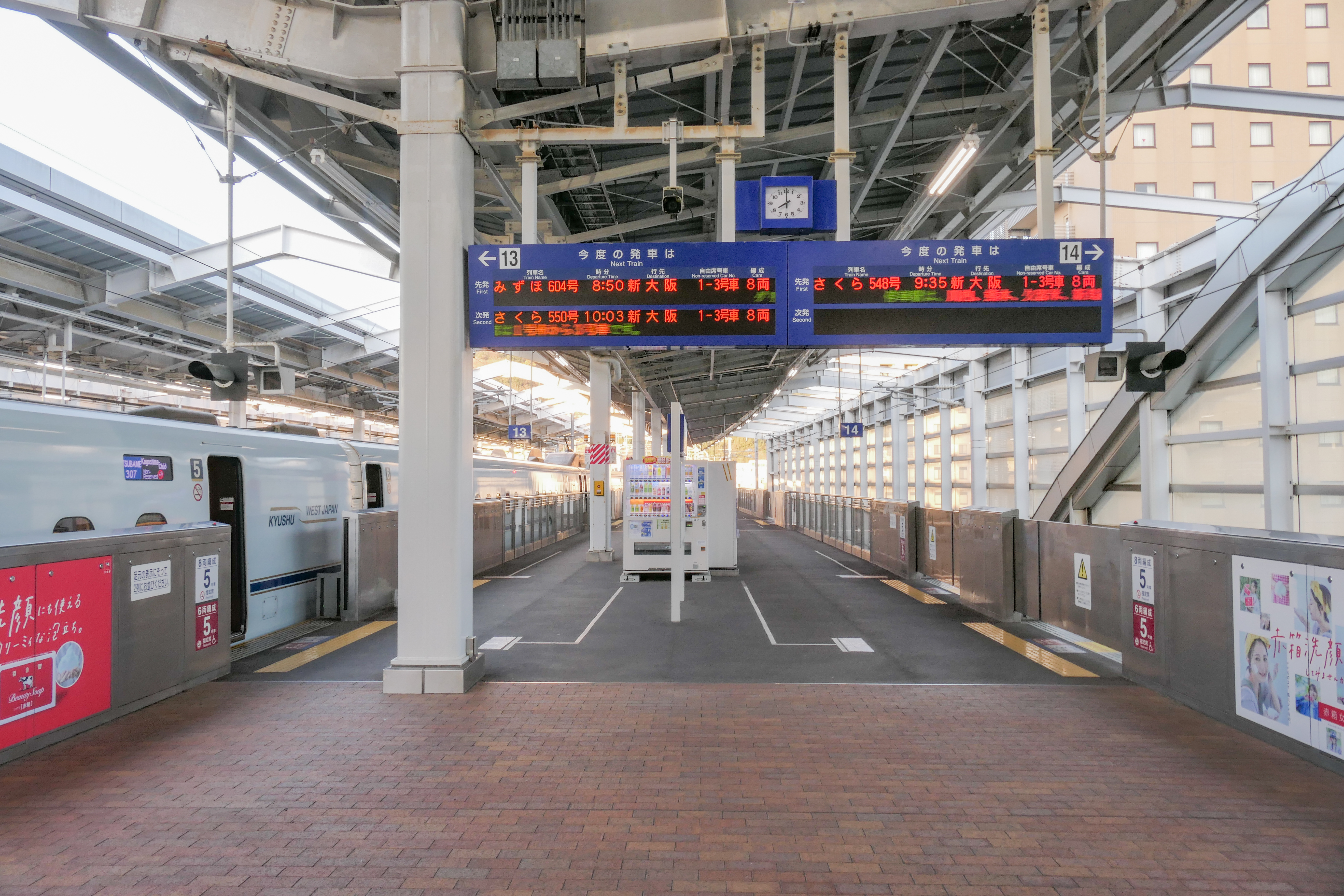
13・14番のりば（2022年1月）
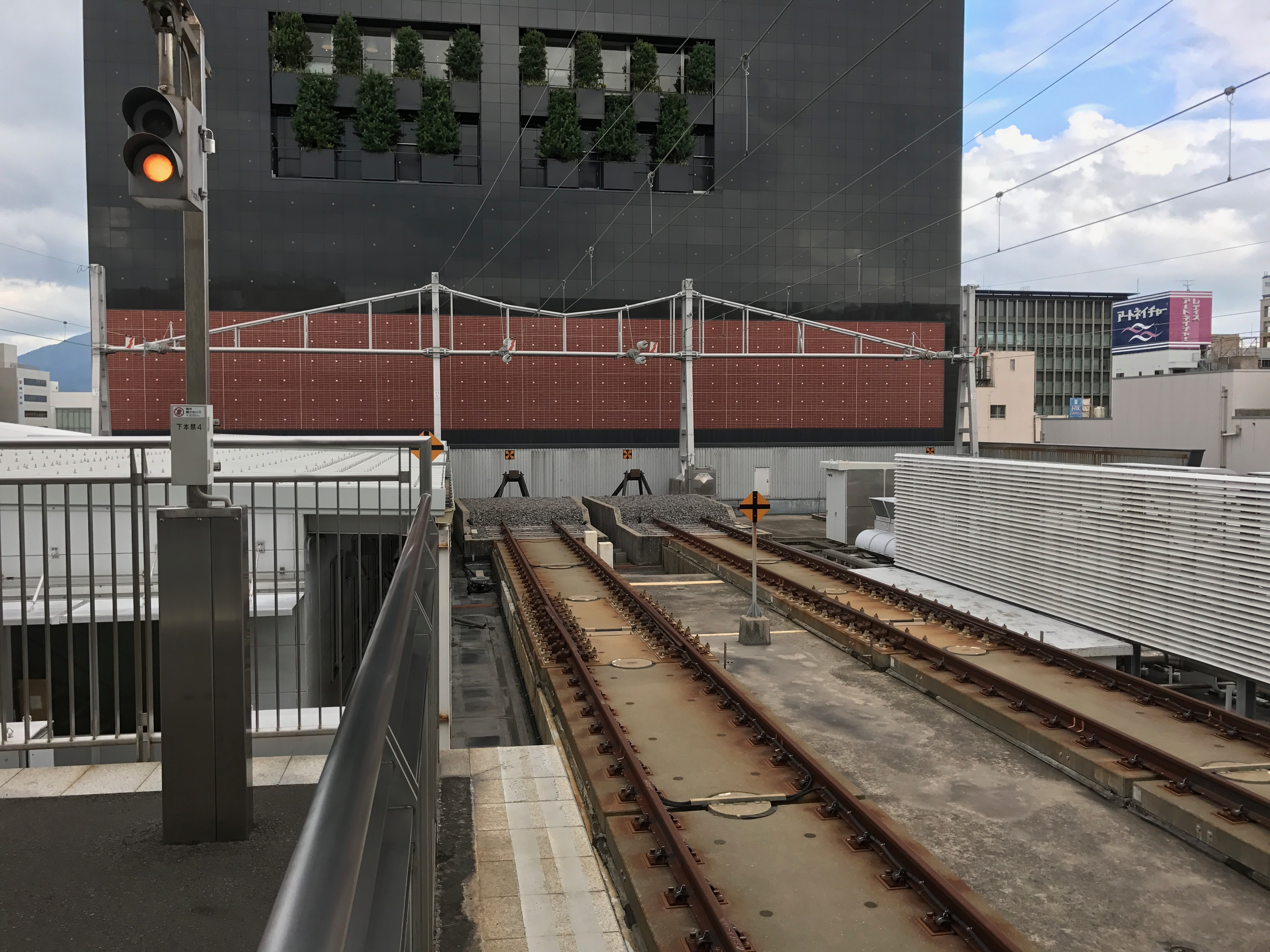
新幹線日本最南端の線路（2016年9月）

### 鹿児島市電
相対式ホーム2面2線を有する地上駅。かつてはそばを通る県道上に位置していたが、2004年の九州新幹線開業に合わせ、それまで道路の中央部に停留場を設置するセンターリザベーション方式であった停留場を上下線をまとめて道路の片側に寄せるシングルサイドリザベーション方式とし、駅前広場内に移設され利便性が向上した。
両のりばに電車接近表示機があり、アナウンスが行われる。また、両のりばともバリアフリーに対応している。

#### のりば
- 2系統 - 市立病院前・郡元（鹿児島市電）方面
- 2系統 - 天文館通、鹿児島駅前方面

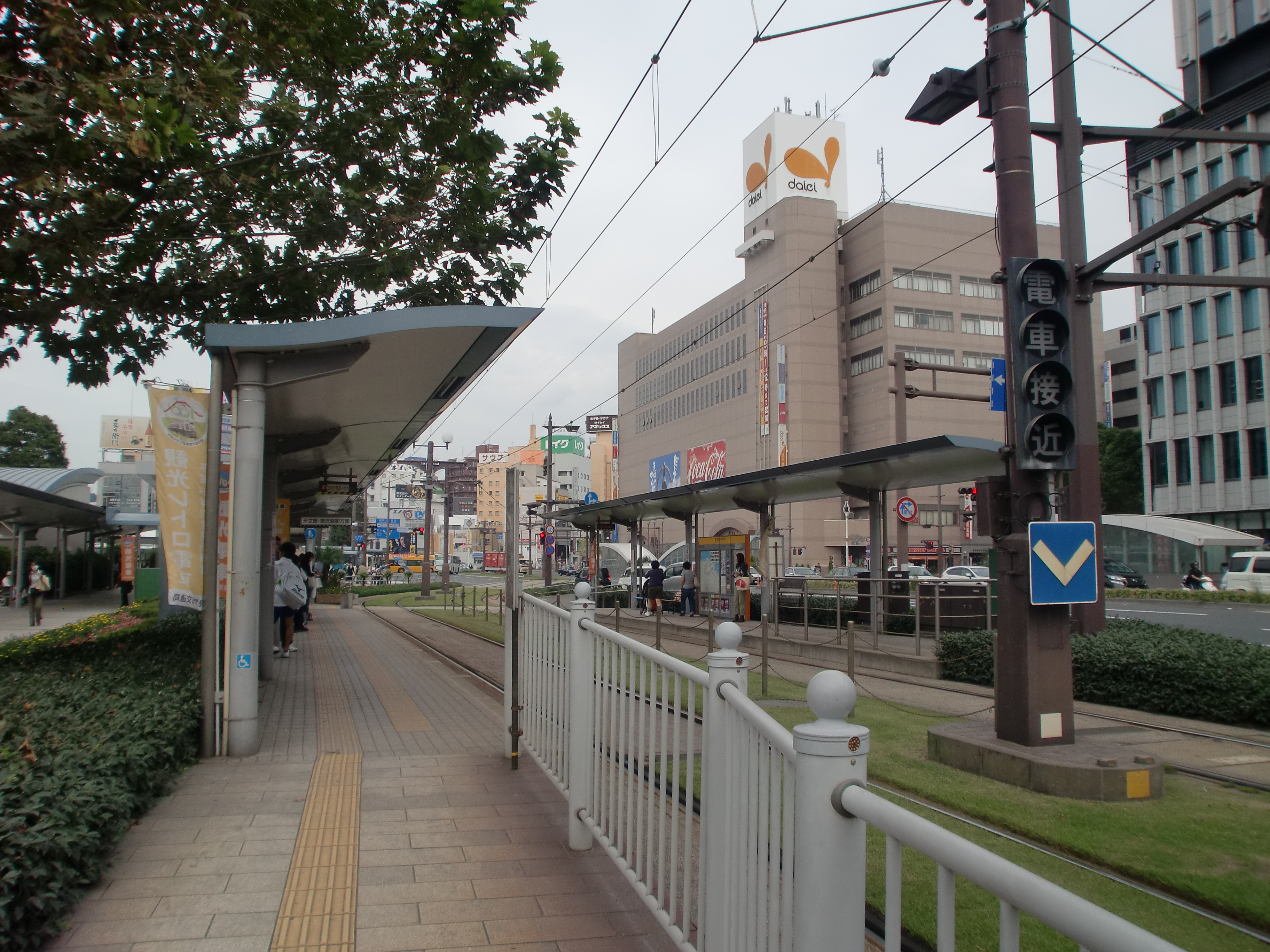
構内（2012年10月）

### さつまち鹿児島中央駅 みやげ横丁・ぐるめ横丁
駅構内の商業施設の総称であり、2012年現在は42店舗が営業をしている。全店でSUGOCAが使用可能である。
2011年（平成23年）3月の九州新幹線全線開業に先駆け、2008年（平成20年）から駅構内（フレスタ鹿児島）の増築工事が行われ、2010年（平成22年）2月18日に竣工した。これにより、駅の延べ床面積は8,400m2から1万3,000m2に拡張された。2014年10月14日、フレスタ鹿児島から『えきマチ1丁目鹿児島』へ名称変更。2019年（平成31年）4月から「えきマチ1丁目」の名前は使われなくなり現在は「みやげ横丁」「ぐるめ横丁」を名乗っている。「えきマチ1丁目」の公式サイトからも鹿児島は削除されており、公式サイトのURLも変更されている。
店舗面積は7,300m2 であり、そのうちの5,500m2がビックカメラ鹿児島中央駅店となっている。飲食・物販ゾーンは、「みやげ横丁」には27店舗が、「ぐるめ横丁」には県内初出店のシアトルズベストコーヒーなど8店舗が入居している。
※入居店舗の詳細は、公式サイト を参照。

### アミュプラザ鹿児島
アミュプラザ鹿児島は、当駅に隣接する大型複合商業駅ビルであり、本館とプレミアム館がある。本館には187店舗（2014年4月現在）、プレミアム館には19店舗（2014年9月現在）が入居している。

## 利用状況
2019年度の1日平均乗車人員は20,271人である。これは鹿児島県内の駅としては最多。またJR九州の駅としては博多駅、小倉駅に次いで第3位である。
2015年度の駅取扱収入は133億900万円で、JR九州の駅としては博多駅に次いで第2位である（JR西日本が管轄する山陽新幹線の博多駅・小倉駅は含まない）。2016年3月期にJR九州管轄の駅で同収入が100億円を超えている駅は当駅と、当駅と同じ九州新幹線の主要駅である博多駅と熊本駅のみである。
当駅は、九州新幹線の部分開業（2004年）および全線開業（2011年）を契機として利用客を大幅に増やしており、後者については開業年の2011年4月から12月までの1日平均新幹線乗降人員が14,150人（計画比121%）を計上した。

### JR九州
2003年以前
以下に1925年から1991年までの年間の旅客及び貨物の取扱量の変遷を示す。
| 年度               | 旅客取扱量 | 旅客取扱量 | 貨物取扱量 | 貨物取扱量 |
| 年度               | 乗車       | 降車       | 発送       | 到着       |
| ------------------ | ---------- | ---------- | ---------- | ---------- |
| 1925年（大正14年） | 433,858    | 429,697    | 62,174     | 41,913     |
| 1928年（昭和3年）  | 463,616    | 528,521    | 56,044     | 44,117     |
| 1932年（昭和7年）  | 502,596    | 592,521    | 27,242     | 35,846     |
| 1934年（昭和9年）  | 572,163    | 627,777    | 28,752     | 40,595     |
| 1939年（昭和14年） | 1,024,326  | 1,128,940  | 45,079     | 68,616     |
| 1951年（昭和26年） | 2,469,000  | 2,573,000  | 76,000     | 136,000    |
| 1956年（昭和31年） | 2,730,000  | 2,773,000  | 92,000     | 131,000    |
| 1957年（昭和32年） | 2,830,000  | 2,809,000  | 92,000     | 125,000    |
| 1958年（昭和33年） | 2,992,000  | 3,019,000  | 76,000     | 130,000    |
| 1959年（昭和34年） | 3,167,000  | 3,169,000  | 77,000     | 137,000    |
| 1965年（昭和40年） | 5,176,000  | 5,176,000  | 74,000     | 164,000    |
| 1967年（昭和42年） | 5,303,000  | 5,303,000  | 60,000     | 148,000    |
| 1987年（昭和62年） | 5,022,000  | 4,845,000  | -          | -          |
| 1988年（昭和63年） | 5,625,000  | 5,130,000  | -          | -          |
| 1989年（平成1年）  | 5,370,000  | 5,264,000  | -          | -          |
| 1990年（平成2年）  | 5,532,000  | 5,404,000  | -          | -          |
| 1991年（平成3年）  | 5,776,000  | 5,643,000  | -          | -          |

2003年以降
以下に1日平均の乗車人員および乗降人員の変遷を示す。
| 年度   | 1日平均 乗車人員 | 1日平均 乗降人員 | 1日平均 新幹線乗車 | 1日平均 新幹線乗降 |
| ------ | ---------------- | ---------------- | ------------------ | ------------------ |
| 2003年 | 14,639           | 29,175           |                    |                    |
| 2004年 | 17,030           | 33,744           |                    |                    |
| 2005年 | 17,318           | 34,316           |                    |                    |
| 2006年 | 17,367           | 34,413           |                    |                    |
| 2007年 | 17,322           | 34,414           |                    |                    |
| 2008年 | 17,283           | 34,208           |                    |                    |
| 2009年 | 17,342           | 34,345           |                    |                    |
| 2010年 | 17,934           | 35,490           |                    |                    |
| 2011年 | 20,037           | 39,738           |                    |                    |
| 2012年 | 19,972           | 39,556           |                    |                    |
| 2013年 | 20,448           | 40,550           |                    |                    |
| 2014年 | 19,926           | 39,516           | 5,513              | 10,994             |
| 2015年 | 20,153           | 39,978           | 5,659              | 11,291             |
| 2016年 | 19,842           |                  |                    |                    |
| 2017年 | 20,597           |                  |                    |                    |
| 2018年 | 20,834           |                  |                    |                    |
| 2019年 | 20,271           |                  |                    |                    |
| 2020年 | 14,013           |                  |                    |                    |
| 2021年 | 14,895           |                  |                    |                    |
| 2022年 | 17,321           |                  |                    |                    |
| 2023年 | 19,437           |                  |                    |                    |

### 鹿児島市電
| 1日乗降人員推移 | 1日乗降人員推移 |
| 年度            | 1日平均人数     |
| --------------- | --------------- |
| 2010年          | 4,700           |
| 2011年          | 4,925           |
| 2012年          | 5,082           |
| 2013年          | 5,140           |
| 2014年          | 5,169           |
| 2015年          | 5,636           |

## 駅弁
主な駅弁は下記の通り。
- えびめし
- 極 鹿児島黒豚めし

現在は出水駅で駅弁を販売している「松栄軒」が鹿児島中央駅にも店舗を置き駅弁の販売を行っている。
かつては「わたなべ」が当駅で「とんこつ弁当」などの駅弁を販売していた。また2012年には姶良市の製造業者「樹楽」が「桜島灰干し弁当」を発売し、鹿児島中央駅で売上1位や九州駅弁グランプリで準優勝を記録したことがあったが、2025年3月末をもって製造業者が事業を休止した。

## 駅周辺

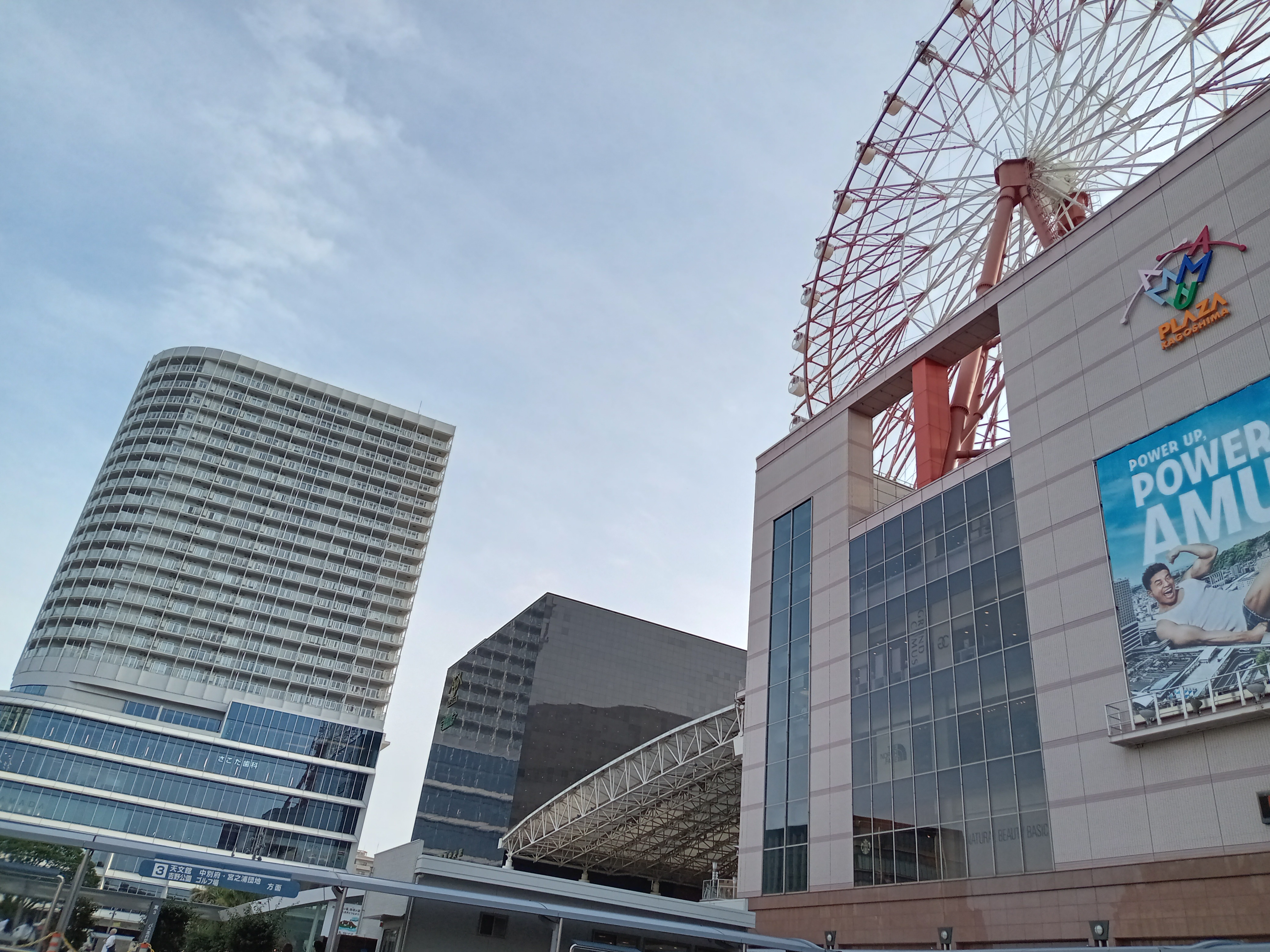
鹿児島中央駅（2023年）

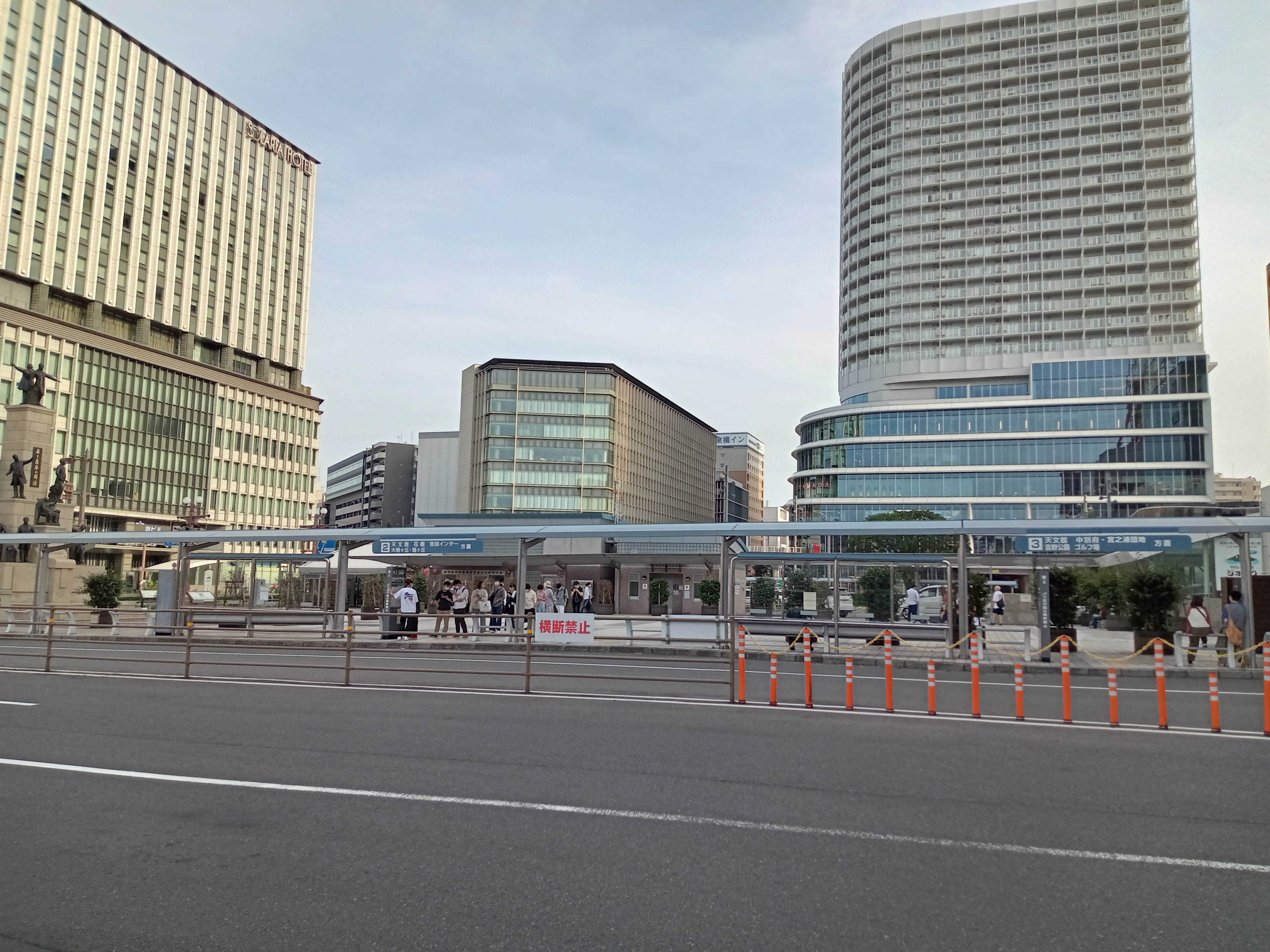
鹿児島中央駅前（2023年）

2011年3月の九州新幹線の全線開業に伴い、駅周辺では再開発が進んでいる。アミュプラザなどの商業施設やホテルなどが集積しており、天文館地区とともに鹿児島市を代表する繁華街である。
駅とその周辺は地下通路（つばめロード）が設置されており、地下を通じて鹿児島中央駅西口・桜島口、アミュプラザ鹿児島、キャンセビル、南国センタービル、鹿児島中央駅前停留場と結ばれている。なお、地下通路内には広場や交番が設けられ、安心快適に通行できるよう工夫が成されている。
2018年に鹿児島中央駅に隣接する「中央駅一番街」の再開発工事が始まり、再開発ビル「鹿児島中央タワー」が着工した。鹿児島中央タワーは2021年3月30日に竣工し、一部の商業の施設が同年4月23日に開業した。そして同年6月18日に鹿児島中央タワーは全面開業し、駅周辺施設はペデストリアンデッキで結ばれることになった。
2023年4月14日、JR鹿児島中央ビル低層階（1階 - 3階）のビックカメラ、ぐるめ横丁、高架下店舗からなる商業ゾーンが新たに「AMU WE（アミュウィー）」としてオープンすることになった。

### 桜島口
駅関連施設
- アミュプラザ鹿児島本館
- アミュプラザ鹿児島プレミアム館
- さつまち鹿児島中央駅 みやげ横丁・ぐるめ横丁
- アミュ広場（パブリックスペース）
- イオン鹿児島中央店
- 鹿児島中央ターミナルビル（愛称：Reise（ライゼ））
2012年（平成24年）4月23日開業[58]。1階に南国高速バスセンター併設。
- 鹿児島中央タワー（Li-Ka1920）

公共施設など
- サンエールかごしま - 生涯学習・男女共同参画推進を目的とした複合施設。
- 鹿児島市立病院
- 鹿児島県医師会館
- 鹿児島中央警察署
- 維新ふるさと館

文教施設
- 鹿児島女子短期大学
- 鹿児島県立鹿児島中央高等学校
- 鹿児島県立甲南高等学校
- 鹿児島高等予備校（河合塾提携）
- 北九州予備校鹿児島校
- 山川義塾予備校

企業・金融機関など
- 日本銀行鹿児島支店
- 鹿児島中央郵便局
- 鹿児島銀行中央支店（鹿児島中央ターミナルビル内）
- 南日本銀行中央支店
- 南日本放送会館
- 南国センタービル
- 損害保険ジャパン鹿児島支社・鹿児島中央支社
- アエールプラザ・アエールタワー
- 石原荘（日本料理）
- イオン鹿児島中央店（旧：ダイエー西鹿児島駅前店 → ダイエー鹿児島中央店）
- ベスト電器鹿児島本店（閉店）→ エディオン鹿児島本店
- 日本ガス本店

宿泊施設
- ホテルタイセイアネックス
- B&Bパークホテル鹿児島
- ホテルガストフ
- かごしま第一ホテル
- 東横INN鹿児島中央駅東口
- ビジネスホテル すずや
- ソラリア西鉄ホテル鹿児島 - Reise（ライゼ）7F - 14F
- シルクイン鹿児島

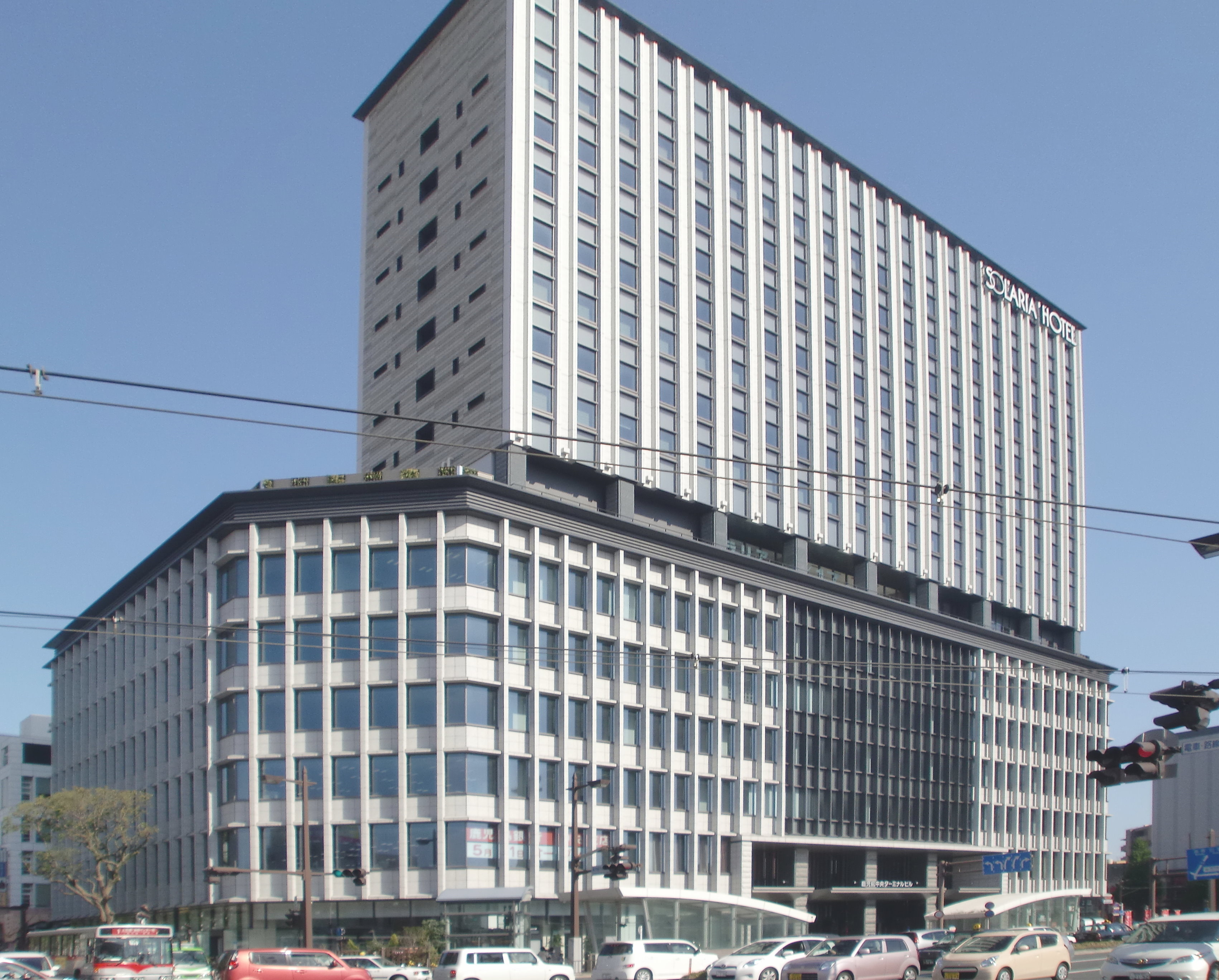
鹿児島中央ターミナルビル（ソラリア西鉄ホテル鹿児島などが入居）
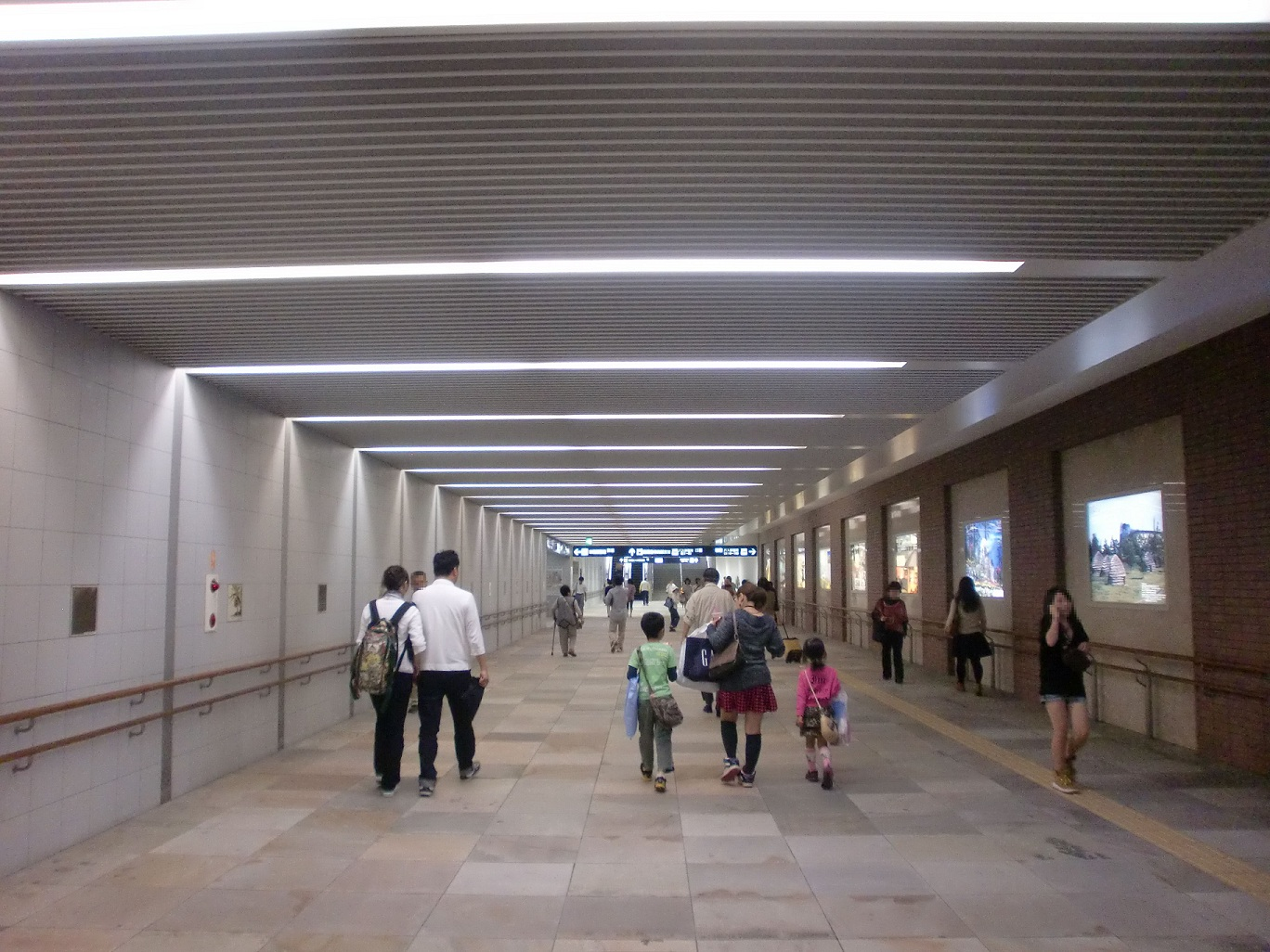
鹿児島中央駅と周辺施設を結ぶ地下通路「つばめロード」

### 西口
駅関連施設
- JR九州鹿児島支社
- AMU WE
- 鹿児島県警察鉄道警察隊

公共施設
- 鹿児島労働基準監督署

文教施設
- 鹿児島高等学校
- 鹿児島県立鶴丸高等学校
- 樟南高等学校

企業・店舗など
- ビックカメラ鹿児島中央駅店
- タイヨー 武町店
- タイセイ交通
- 日能研九州鹿児島本部
- みょうばんの湯

宿泊施設
- ホテルアービック鹿児島
- ホテルクレスティア鹿児島
- JR九州ホテル鹿児島
- 東横INN鹿児島中央駅西口
- アパホテル〈鹿児島中央駅前〉
- グッドイン鹿児島
  - ジョイフル鹿児島中央店 - グッドイン鹿児島1階に入居。グッドインは新幹線開通以前に開業したが、ジョイフルは開店当初から駅名改称を見越して店名を「鹿児島中央店」とした。なお桜島口側には新幹線開通後に開業したジョイフル鹿児島中央駅前店がある。
- ホテルユニオン
- ホテルシティー

### 若き薩摩の群像

若き薩摩の群像

鹿児島中央駅前広場（桜島口広場）には、1982年（昭和57年）に鹿児島市が50万都市達成を記念して建立した、彫刻家の中村晋也による薩摩藩英国留学生の像「若き薩摩の群像」がある。当初は19人中17人の像のみであったが、2020年に薩摩藩出身でなく像がなかった堀孝之と高見弥一の像が追加された。

## バス路線

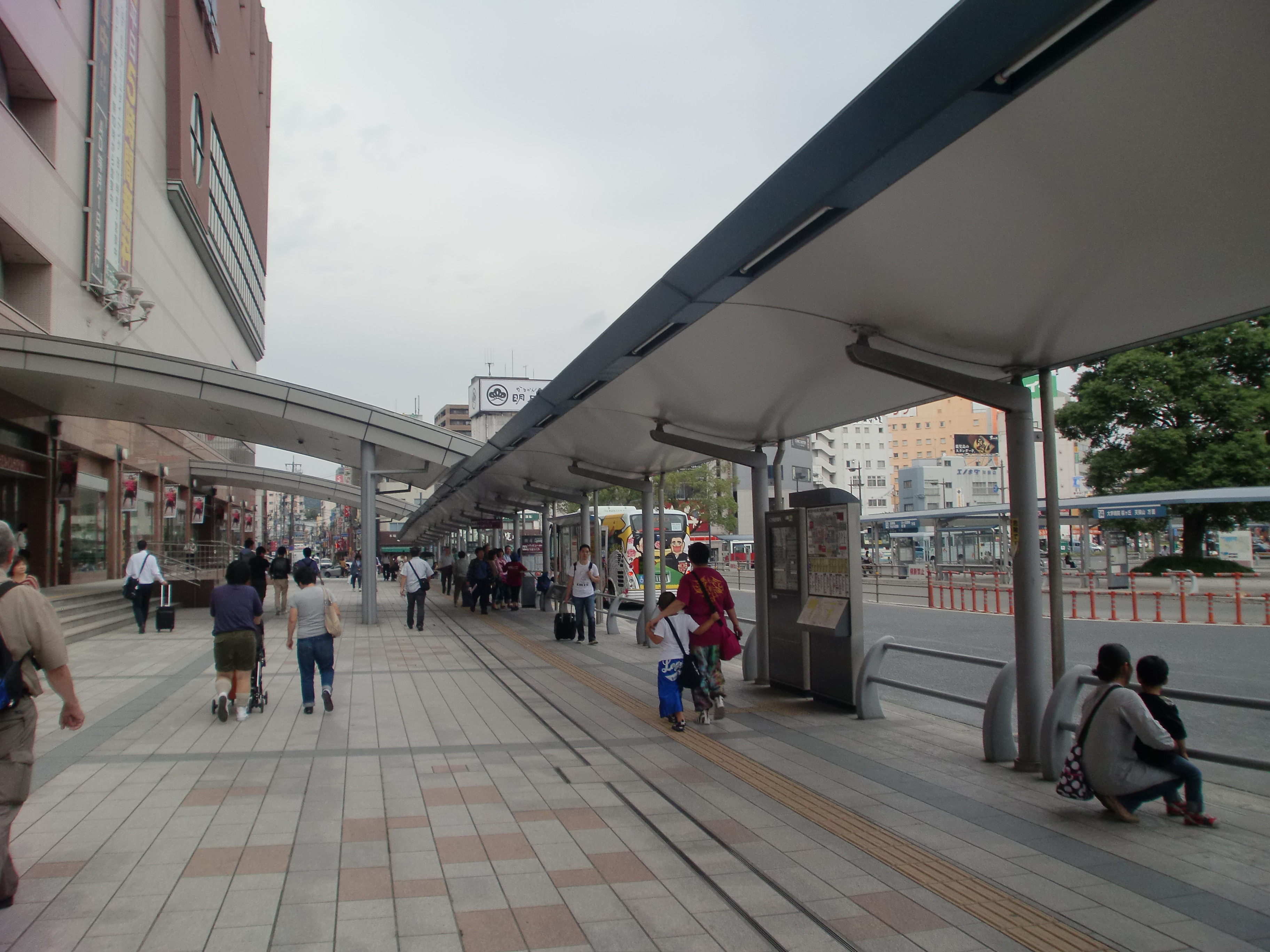
東口バスターミナル
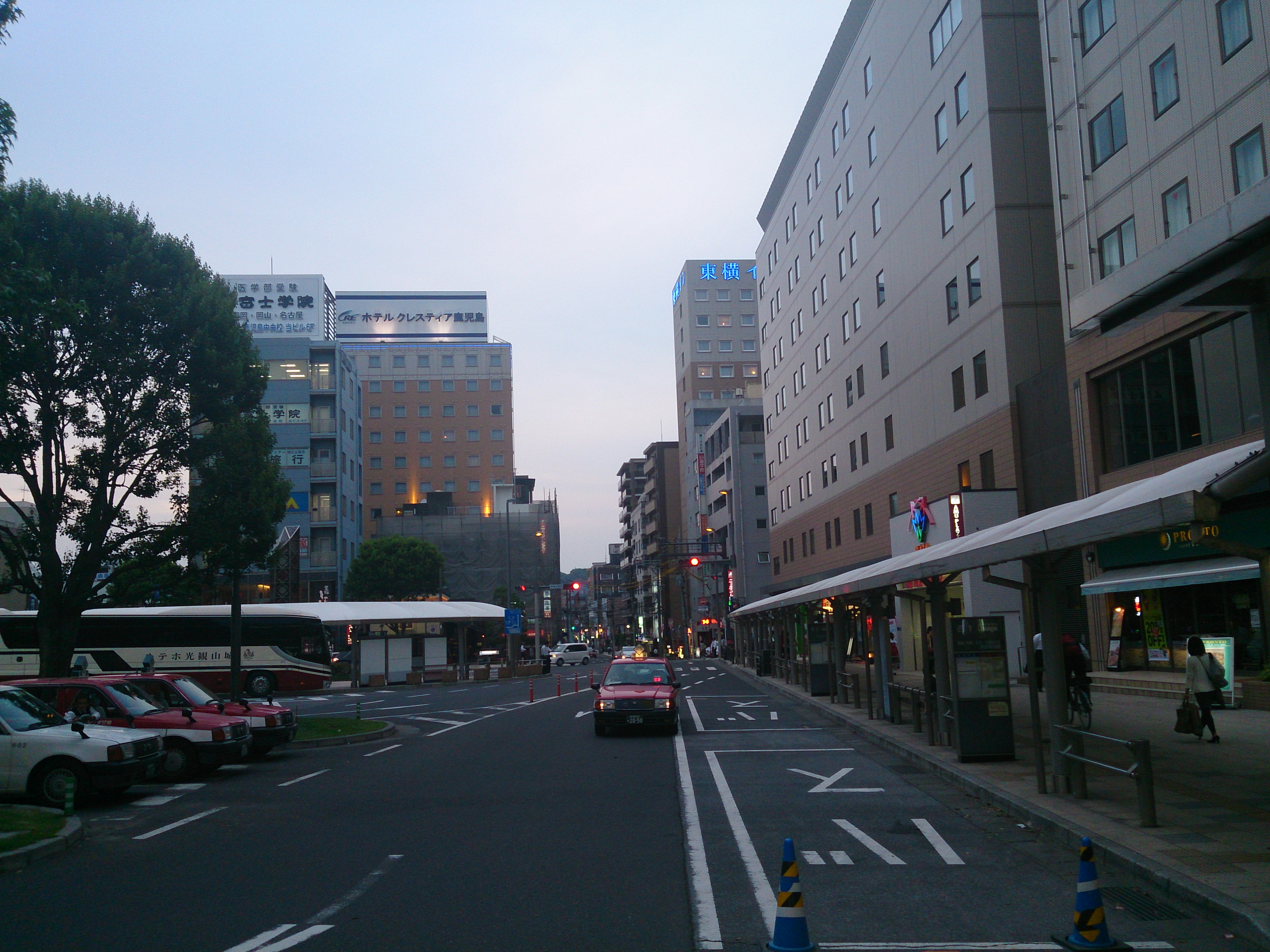
西口バスターミナル

### 高速バス
東口・西口のバスターミナルから乗車する。
このうち南国高速バスセンター（東21番のりば）は、かつてバスターミナルが設けられていた旧南国日本生命ビルの老朽化に伴い2009年（平成21年）5月31日をもって閉鎖され、同ビル跡地には再開発ビルとしてオフィス・飲食店・ホテルなどを兼ね備えた複合施設「鹿児島中央ターミナルビル Reise（ライゼ）」が2012年（平成24年）4月23日に完成し、同ビル1階に設けられたバスターミナルからは高速バス（一部路線を除く）と空港リムジンバスが発着する。なお、旧ビル閉鎖から新ビルが完成するまでの期間は、南国センタービル横の旧サンクス鹿児島中央駅前店跡地をバスターミナルとしていた。鹿児島中央ターミナルビルは鹿児島中央駅と地下道で接続されている。
かつては夜行便も乗り入れていたが、すべての路線が廃止されたため、現在は夜行便の発着はない。
- 東21のりば（南国高速バスターミナル）
  - 桜島号：福岡（天神、博多）方面
  - きりしま号：熊本（桜町バスターミナル）方面
  - エアポートシャトル・エアポートリムジン：鹿児島空港連絡高速バス
- 東7・西1のりば
  - せんだい号：薩摩川内（川内純心女子大学）方面
- 東7のりば
  - こしきじま号：いちき串木野（串木野新港）方面
- イオン横（ロータリー外）
  - 南九号：博多駅筑紫口方面

### 一般路線バス
乗車は、東口・西口のバスターミナルからである。
- 鹿児島市交通局（鹿児島市営バス）：鹿児島市内各方面
- 鹿児島交通：鹿児島市内（谷山、桜ヶ丘、星ヶ峯、皇徳寺、紫原、西陵、明和、伊敷、花野、郡山、玉里、永吉方面）、指宿市、南さつま市（加世田）、南九州市（知覧・川辺）、枕崎市、薩摩川内市、いちき串木野市、日置市（吹上）、姶良市、霧島市方面、さんふらわあライナー （志布志港）《東7のりば》、大隅半島直行バス《東15のりば》
- 南国交通：鹿児島市内（武岡、西陵、明和、吉野、坂元方面）、姶良市方面
- JR九州バス（北薩線）：鹿児島駅・鹿児島市内（伊敷、郡山方面）、薩摩川内市（入来）、さつま町（宮之城）方面《東7のりば》

### 定期観光バス
- カゴシマシティビュー（鹿児島市営バス、東9のりば）
  - 城山・磯コース（日中約30分毎）
  - ウォーターフロントコース（日中75分毎）
  - 夜景コース（土曜日のみ2便）
- 鹿児島市内定期観光バス（鹿児島市営バス、東8のりば）
  - かごしま歴史探訪コース（1日2便）
  - 桜島自然遊覧コース（1日2便）
- 鹿児島・桜島定期観光バス（JR九州バス）
  - 市街・桜島ぐるっと一周コース（1日1便）
  - 市街・桜島よかとこ早周りコース（1日2便）
- 指宿・開聞・知覧 定期観光バス（鹿児島交通）
  - 指宿・知覧コース（1日1便）

## バスのりば
| 乗り場           | 運行事業者                                                   | 方面                                                                                             | 系統・行先 |
| 鹿児島中央駅西口 | 鹿児島中央駅西口                                             | 鹿児島中央駅西口                                                                                 | 鹿児島中央駅西口 |
| ---------------- | ------------------------------------------------------------ | ------------------------------------------------------------------------------------------------ | --- |
| 西1              | 鹿児島交通                                                   | 武岡・明和・永吉・西高校・広木・紫原方面                                                         | 10：広木農協前 / 高齢者福祉センター伊敷 |
| 西1              | 南国交通                                                     | 武岡・明和・永吉・西高校・広木・紫原方面                                                         | N20：明和県営住宅前 N26：武岡ハイランド N28：鹿児島駅前 |
| 西2              | （貸切バス乗降所）                                           | （貸切バス乗降所）                                                                               | （貸切バス乗降所） |
| 鹿駅             |                                                              |                                                                                                  | |
| 東1              | （到着専用）                                                 | （到着専用）                                                                                     | （到着専用） |
| 東2・東3         | 南国交通                                                     | 天文館・吉野方面                                                                                 | N1：花棚・下花棚・吉田インター N1-3：本城 N1-5：教育センター前 N2：旭ヶ丘NT N4：吉野ゴルフ場 N5：中別府団地 N6：宮之浦団地北                                                                            |
| 東4              | 鹿児島交通                                                   | 市内観光                                                                                         | まち巡りバス |
| 東4              | 鹿児島市営バス                                               | 市内観光                                                                                         | カゴシマシティビュー |
| 東5・東6         | 鹿児島交通                                                   | 天文館・金生町・市役所・鹿児島駅・水族館・鹿児島港方面                                           | 3・15-2・18：市役所前 4・11・17・19・20・25・27・28・32-1・55-1・60-1・61-1・63-1・65-1：鹿児島駅前 5・32-1・特急・直行・準急・普通：金生町 26：水族館前 / ドルフィンポート PL：鹿児島新港              |
| 東5・東6         | 鹿児島市営バス                                               | 天文館・金生町・市役所・鹿児島駅・水族館・鹿児島港方面                                           | 市1・市5・市11・市24：市役所前 市16・市24：水族館前 |
| 東5・東6         | 南国交通                                                     | 天文館・金生町・市役所・鹿児島駅・水族館・鹿児島港方面                                           | N28・N46・N46-5：鹿児島駅前 N32・N46・N46-2・N46-5：市役所前 N160：鹿児島本港 |
| 東5・東6         | JR九州バス                                                   | 天文館・金生町・市役所・鹿児島駅・水族館・鹿児島港方面                                           | 54-1・57-1・58-1：鹿児島駅前 |
| 東7              | 鹿児島交通                                                   | 伊敷・伊敷NT・郡山・入来・宮之城方面                                                             | 55-1：スパランドららら 61-1：健康の森公園・都市農業センター 63-1：花野団地 65-1：伊敷NT東 |
| 東7              | 鹿児島市営バス                                               | 伊敷・伊敷NT・郡山・入来・宮之城方面                                                             | 市1・市1-2・市5・市8・市8-2:交通局北営業前 市20・市24：伊敷団地・緑ヶ丘団地 |
| 東7              | JR九州バス                                                   | 伊敷・伊敷NT・郡山・入来・宮之城方面                                                             | 54-1：宮之城 57-1・58-1：薩摩郡山 |
| 東7              | 鹿児島交通                                                   | 天文館・重富・蒲生・国分・牧之原・岩川・志布志方面                                               | 66-1：姶良NT 67-1：自動車試験場 68-1：日当山・重久 69-1：国分・重久 |
| 東7              | 南国交通                                                     | 天文館・重富・蒲生・国分・牧之原・岩川・志布志方面                                               | N10：蒲生・楠田・黒木三文字 |
| 東8・東9         | 鹿児島交通 鹿児島市営バス 南国交通 JR九州バス                | 定期観光バス                                                                                     | 定期観光バス |
| 東10             | （到着専用）                                                 | （到着専用）                                                                                     | （到着専用） |
| 東11             | 鹿児島交通                                                   | 天文館・堅馬場・坂元・上之原団地・玉里団地・緑ヶ丘・伊敷団地・吉田方面                           | 76：上之原団地 |
| 東11             | 鹿児島市営バス                                               | 天文館・堅馬場・坂元・上之原団地・玉里団地・緑ヶ丘・伊敷団地・吉田方面                           | 市3：交通局北営業所前 |
| 東11             | 南国交通                                                     | 天文館・堅馬場・坂元・上之原団地・玉里団地・緑ヶ丘・伊敷団地・吉田方面                           | N7：本城 / 蒲生高校前 / 楠田 N8：緑ヶ丘団地 N9：伊敷小前（伊敷団地） |
| 東12             | 鹿児島市営バス                                               | 天文館・竪馬場・城山団地・女子高方面                                                             | 市4：交通局北営業所前 市11：高齢者福祉センター伊敷 |
| 東13             | 南国交通                                                     | 天文館・玉龍高校・せばる団地・辻ヶ丘団地・吉野・上之原・常安団地・葛山方面                       | N32：玉龍高校前 N36：石郷 / 吉野支所前／吉野公園 N36-2：吉野支所前（せばる団地） N42：葛山（せばる団地経由もあり） N36-4:吉野公園（せばる団地）                                                         |
| 東14             | 鹿児島交通                                                   | 大学病院・桜ヶ丘・天保山方面                                                                     | 12：市役所前 18：大学病院・桜ヶ丘循環 |
| 東15             | 鹿児島交通                                                   | 県庁・鴨池港・与次郎・鹿屋方面                                                                   | 32・32-1：鴨池港 直行：鹿屋（東笠之原） |
| 東15             | 鹿児島市営バス                                               | 県庁・鴨池港・与次郎・鹿屋方面                                                                   | 市11・市16・市20・市20急行：鴨池港 市27：県庁前・与次郎一丁目 |
| 東15             | 南国交通                                                     | 県庁・鴨池港・与次郎・鹿屋方面                                                                   | N39：鴨池港 |
| 東16             | 鹿児島交通                                                   | イオン鹿児島・卸本町・慈眼寺団地・枕崎・加世田・指宿・知覧方面                                   | 4：イオン鹿児島 / 慈眼寺団地 5：七ツ島一丁目 特急・直行：枕崎 特急・準急：加世田 普通：枕崎 / 特攻観音入口 / 山川桟橋                                                                                   |
| 東17             | 鹿児島交通                                                   | 城西・明和・永吉・常盤方面                                                                       | 12：ハートピア |
| 東17             | 南国交通                                                     | 城西・明和・永吉・常盤方面                                                                       | N39：武岡ハイランド N40-2：武岡台高校 N46・N46-2（原良経由） ・N46-5（西田小学校前）：明和・ 武岡台高校・番屋下                                                                                         |
| 東18             | 空港連絡バス                                                 | 空港連絡バス                                                                                     | 空港連絡バス |
| 東19             | （発着路線なし）                                             | （発着路線なし）                                                                                 | （発着路線なし） |
| 東20             | （到着専用）                                                 | （到着専用）                                                                                     | （到着専用） |
| 東21             | 鹿児島交通 南国交通                                          | 高速バス                                                                                         | 鹿児島空港連絡バス |
| 東21             | 鹿児島交通 南国交通 JR九州バス 鹿児島交通観光バス 西日本鉄道 | 高速バス                                                                                         | 桜島号：福岡（西鉄天神高速バスターミナル・博多バスターミナル） |
| 東21             | 鹿児島交通 南国交通 九州産交バス                             | 高速バス                                                                                         | きりしま号：熊本（熊本桜町バスターミナル・熊本駅前・西部車庫） |
| 東22             | 鹿児島交通                                                   | 唐湊・紫原・星ヶ峯・皇徳寺・西郷団地・大峯団地・武岡台・松元・田上・伊集院・桜ヶ丘・大学病院方面 | 3：鴨池港（オプシア経由もあり） 11：イオン鹿児島 15-2：紫原 17：桜ヶ丘東口 19：紫原・桜ヶ丘（一部便のみ市立病院構内経由） 20・20-1・27：星ヶ峯 25・28・28-1：皇徳寺郵便局 26：唐湊福祉館前 76：市立病院 |
| 東22             | 南国交通                                                     | 唐湊・紫原・星ヶ峯・皇徳寺・西郷団地・大峯団地・武岡台・松元・田上・伊集院・桜ヶ丘・大学病院方面 | N11：武岡ハイランド N12：武岡台高校 N14：西郷団地（西陵七丁目） N15：大峯団地 N16：鹿児島実業高校 / 文化工芸村 N18：池田高校前 / 石谷 N29：市立病院 N30：消防訓練センター                               |
| 東23             | 南九州観光バス                                               | 高速バス                                                                                         | 南九号：福岡（キャナルシティ博多） |

## 隣の駅
九州旅客鉄道（JR九州）
 九州新幹線
川内駅 - 鹿児島中央駅
■ 鹿児島本線
広木駅 - 鹿児島中央駅 - 鹿児島駅
■ 日豊本線（鹿児島駅 - 当駅間は鹿児島本線）
- 特急「きりしま」発着駅

■普通
鹿児島駅 - 鹿児島中央駅
■ 指宿枕崎線
- 特急「指宿のたまて箱」発着駅

■快速「なのはな」・■普通
鹿児島中央駅 - 郡元駅
※一部列車は、鹿児島本線鹿児島駅発着（快速「なのはな」は、鹿児島本線内は普通列車）
鹿児島市交通局
鹿児島市電2系統
高見橋停留場 - 鹿児島中央駅前停留場 - 都通停留場